# Spisak likova iz serije Kralj šamana

Pošto je Hirojuki Takei izabrao šamanizam kao glavnu temu svoje mange, odnosno anime serije, “Kralj šamana” je pun kako ljudskih likova tako i duhova koji nisu uspeli da pređu na drugu stranu zbog svoje veze sa ljudskim svetom.
Naslov se najviše fokusira na Joa Asakuru, tinejdžera koji tokom borbe sa Rjuovom bandom otkriva Manti Ojamadi, svom drugu iz odeljenja, da je šaman. Želeći bezbrižan život, Jo odmalena trenira da postane Kralj šamana kako bi mu Velika duša (“Kralj duhova” kod nas) ispunila tu želju. Manta isprva upoznaje Joovog duha, Amidamarua, pa njegovu strogu verenicu, Anu Kjojamu i zajedno sa njima ostale šamane koji se isto bore da postanu Kralj šamana. Sa nekima se sprijatelje, dok im drugi postaju neprijatelji. Nastavci serijala, Shaman King: Flowers i Shaman King: The Super Star, prate Joovog sina, Hanu Asakaru i njegov šamanski put.

## Stvaranje likova
Takei je naveo da je u “Kralju šamana” prvo smislio likove, pa tek onda priču.  Iako se postarao da budu originalni, neki likovi su inspirisani dizajnovima koje voli; na primer, Konći i Ponći, lisica i rakunopas, su inspirsani Renom i Stimpijem.
Takođe, rekao je da mu je Ana Kjojama, glavna heroina, bila najlakša za crtanje, dok je Jo, njegov glavni lik, bio najteži jer se mučio da zadovolji kriterijume Weekly Shōnen Jump-a. Joova i Anina veridba kao i njihova zrelost nije karakteristična za shōnen žanr, ali Takei navodi da je njihova veza delimično bazirana na njegovom ličnom životu i da je uprkos svemu idealna.
Mnogi likovi iz “Kralja šamana” su iz Takeijevog prethodnog dela Butsu Zone (“Zona Buda”), ali imaju potpuno drugačiju ulogu i uopšte nisu iz istog univerzuma. Osamu Tezuka je često koristio taj sistem, nazvavši ga “Sistem zvezda”. Ana Kjojama je bazirana na liku iz Takeijeve prve kratke priče, odnosno one shot-a, Itako no Anna, i jedan od likova iz pomenute mange, Butsu Zone, bio je baziran na njoj. Ana je, kaže Takei, njegov najprepoznatljiviji lik. Religijska grupa Gandara iz “Kralja šamana,” pogotovo njihov vođa, Sati Saigan, takođe je bazirana na glavnim likovima iz Butsu Zone-a.

## Glavni likovi

### Jo Asakura
Јо Асакура (麻倉 葉, Asakura Yō) glavni je lik iz “Kralja šamana”. Bezbrižan je, može da vidi duhove i želi da postane Kralj šamana. Iako je ogromna lenština, obećanje koje je dao svojoj verenici, Ani Kjojami, da će joj priuštiti lak život kada postane Kralj šamana ga motiviše da nastavi da se trudi. Mada tvrdi da to radi kako bi mogao da ima bezbrižan život, njegovi prijatelji znaju da Jo zapravo želi da stvori svet gde niko neće iskusiti usamljenost, njemu veoma poznat osećaj. Kao mali, vršnjaci ga nisu prihvatali zbog njegovih sposobnosti.
Njegov prvi duh je bio hiljadugodišnja dvorepa mačka zvana Matamune koja je prethodno pripadala Jokenu Asakuri, Joovom predaku. Međutim, nakon što se Matamune žrtvovao da pomogne Ani, Jo gubi duha čuvara sve do svoje trinaeste godine kada sreće Amidamarua, šeststogodišnjeg samuraja. Jo koristi dupli medijum, mač Harusame (春雨, Harusame, srp. sinh. Mač Svetlosti) i Fucunomitama mač (フツノミタマの剣, Futunomitama no Turugi / Futsunomitama no Tsurugi) koji je u našoj i engleskoj sinhronizaciji prve adaptacije anime serije samo nazvan Relikvija.
Međutim, Jo nije jedini naslednik Asakura porodice, tu je i njegov brat blizanac, Hao Asakura koji je zapravo reinkarnacija veoma moćnog osnivača Asakura loze i glavni antagonista u priči. Jo je zadužen da ga zaustavi i spasi svet, a tokom Šamanske borbe postaje vođa tima Funbari banja (u našoj sinhronizaciji prve adaptacije anime serije nazvan samo kao tim Asakura). Shvatajući da trenutnim treninzima neće postati dovoljno jak da pobedi Haa, Jo odlazi u pakao da trenira, čast koju mu je dala gospa Sati. Tamo dobija moć prečišćenja, postaje jedan od Pet elementalnih ratnika i dobija Duha zemlje.

### Ana Kjojama
Ana Kjojama (恐山 アンナ, Kyōyama Anna) je Joova verenica i moćna itako (duhovni medijum u engleskoj i našoj sinhronizaciji prve adaptacije anime serije). Ima sposobnost da prizove i kanališe duhove koji su prešli na drugu stranu. Stroga je prema Jou i nemilosrdno ga trenira da postane Kralj šamana. Pohađa Šinra privatnu školu zajedno sa njim i Mantom. Bila je i u Takeijevim drugim delima kao što su Butsu Zone i Itako no Anna. Policijska stanica prefekture Aomori ju je uzela za svoju  maskotu.
Roditelji su je napustili jer nisu mogli da se nose sa njenim sposobnostima. Kino Asakura, Joova baba, ju je uzela pod svoje i podučavala. Ana je nađena na planini Osore, pa joj je Kino dala prezime Kjojoma, što je samo još jedan naziv za tu planinu. Iako su itako uglavnom slepe, Ana ima savršen vid i veoma je moćna; uspela je da zapečati i dobije kontrolu nad Haovim duhovima čuvarima, Zenkijem i Kokijem. Mogla je i da čita misli, što joj je omogućavalo da od negativnih misli stvara demone, ali su joj Jo i Matamune zapečatili tu moć. Iako je stroga prema Jou, otvoreno govori ljudima da ga voli. Zahvalna mu je jer joj je spasio život. Zna da Jo želi da postane Kralj šamana, zato ga i trenira. Veruje u njega, ali istinski se uplaši kada je Jo u opasnosti.
Jaka je i direktna što često plaši njene prijatelje, pogotovo Joa. Sa druge strane, neustrašiva je pred Haom, što njega fascinira. Hao je uvažava i čak je poredi sa svojom majkom, Asanohom Dođi. Iako se ponaša hladno, stalo joj je, pogotovo do Joa. On joj je bio prvi pravi prijatelj i neće odustati dok ne postane njegova žena, odnosno “najbolja Kraljica šamana”.

### Manta Ojamada (“Morti”)
Manta Ojamada (小山田 まん太, Oyamada Manta) je Joov najbolji prijatelj i prva osoba koja je pokušala da ga razume. U necenzurisanoj engleskoj verziji se zove Mortimer “Morti” Manta, a u cenzurisanoj, našoj verziji i Shaman King igricama koje su sinhronizovane na engleski je to skrađeno na “Morti” Ojamada. Pametan je, obziran i stalno nosi knjigu sa sobom. Zajedno sa Joom i Anom pohađa Šinra privatnu školu. Veoma je osetljiv na svoju visinu i Horohoro je isprva mislio da je Koropokuru, vrsta duhova prirode iz severnog Japana. Iako nije šaman i ne može da se ujedinjuje i kontroliše duhove kao Jo i Ana, uvek hrabro stoji uz Joa. Manta je glavni narator u seriji.
U mangi i prvoj japanskoj adaptaciji anime serije, njegova porodica poseduje Kompaniju elektronike “Ojamada” i veoma je imućna. U mangi, njegovi roditelji se protive njegovom prijateljstvu sa Joom, a njegova mlađa sestra, Manoko, voli da ga zafrkava. Nije u dobrim odnosima sa svojom porodicom i oni nemaju veliku ulogu u priči, odnosno pojavljuju se samo u mangi. Pojavljuju se na trenutak na početku i kraju mange kada njegov otac, Mansumi pokušava da uništi i uhvati šamane. Osim njih, u mangi, Manta ima asistenta zvanog Midori Tamurazaki koji je u stvari Mansumijev potrčkio i tokom priče ubija nekolicinu Haovih pristalica. Iako ne može da pomogne Jou da postane jači šaman, Manta koristi svoje bogastvo da pomogne svojim prijateljima.
U prvoj adaptaciji anime serije, za vreme Šamanske borbe, Manta postaje šaman. Mosuke, Amidamaruov prijatelj i kovač, postaje Mantin duh čuvar. Međutim, pošto nije šaman, Manta brzo troši Furjoku pa koristi svoj laptop da komunicira sa Mosukeom. Tokom poslednje borbe sa Haom, Manta pretvara svoj laptop u malj i nokautira Haovog šinigamija, davajući vremena svojim prijateljima da se regrupišu i poraze Haa. U mangi, Manta većinom stoji sa strane tokom borbi, očajnički želeći da se priduži i pomogne. Pri kraju priče, pomaže svojim prijateljima. Nekoliko godina kasnije, pohađa američki koledž i smišlja kako da ujedini šamanizam i biznis. Družina se okuplja u Funbari banji i Manta im donosi poklone.

### Hao Asakura (“Zik”)
Hao Asakura (麻倉 葉王 (ハオ), Asakura Hao) odnosno Zik Asakura u našoj i engleskoj sinhronizaciji prve adaptacije anime serije je glavni antagonista u “Kralju šamana”. Dvaput se reinkarniraso, s tim da je drugi put rođen kao Joov brat blizanac. Osim toga, najjači je među takmičarima Šamanskih borbi, sa Furjokuom od 1.25 miliona. Iako je nemilosrdan prema svojim protivnicima, bezbrižnog je i prijatnog karaktera, baš kao i njegov brat Jo.
Pre hiljadu godina, Hao, čije je pravo ime Asaha Dođi (kasnije Mapa Dođi) je osnovao Asakura lozu i postao moćan onmjođi. Demon Ohaćijo, koji mu je ujedno bio prvi prijatelj i duh, dao mu je sposobnost da čita misli. Pošto je savladao Vu Sing pentagram, kontrolisao je svih pet elemenata i time dobio sposobnost stvaranja. Međutim, njegovo srce je ispunila želja da osveti svoju majku i mržnja prema ljudskom rodu i njegovoj sebičnosti prema prirodi. Asakura porodica je uništila njegove planove da pobedi u prvoj Šamanskoj borbi, ali Hao je uspeo da se reinkarnira petsto godina kasnije i učestvuje u sledećem turniru.
Tada je reinkarniran kao član plemena Pač i Silvin predak. Pobio je Seminoa pleme i domogao se Duha vatre, nakon čega je opet pokušao da postane Kralj šamana. Međutim, iako je ovaj put imao prednost, porazio ga je je jedan od njegovih potomaka, Joken Asakura i njegov duh Matamune koji je morao da se odrekne svoje ljubavi i odanosti prema Hau kako bi spasio svet.
Sledeći, i za sada poslednji put, reinkarnisao se kao član Asakura porodice. Međutim, Keiko Asakura, njegova majka, je rodila blizance, pa je Hao podelio dušu sa svojim bratom Joom. Kako bi opet zaustavili Haa, Keikin otac, Jomei, i njen muž, Mikihisa, pokušavaju da ubiju oba deteta, ali Duh vatre pomaže Hau da pobegne. Mikihisa je ranjen, ali Jo je pošteđen. Hao mu obećava da će se vratiti po njegovo, odnosno svoje telo. Kako bi se postarao da će ovaj put pobediti u Šamanskoj borbi, Hao preventivno ubija broj takmičara i prikuplja pristalice.

### Rjunosuke Umemija (“Rio”)
Rjunosuke Umemija (梅宮 竜之介, Umemiya Ryūnosuke), poznatiji kao Rju “Drvenog mača” (木刀の 竜, Bokutou no Ryu) ili Rio u engleskoj i našoj sinhronizaciji prve adaptacije anime serije, vođa je bande Dedenderi koja vazda traga za “Najboljim mestom“ (“Tajnim mestom“ u srpskoj sinhronizaciji prve adaptacije anime serije). Članovi bande su posvećeni Rjuu, kao i on njima. Rju je poznat po svom pompaduru, međutim, Jo mu je skrati za vreme njihove borbe. Uništavanje njegovog friza je jedna od šala koja se više puta ponavlja tokom serije.
Jednom prilikom, u kuglani koja im je postala novo Najbolje mesto, Rjua zaposedne Tokagero, duh koji želi da se osveti Amidamaruu. Nakon što ga Jo zaustavi, Rju se pomiri sa Joom i postaju prijatelji. Potom, Ana mu govori da ima potencijala da postane šaman. Rju napušta Funbari u potrazi za svojim Najboljim mestom i upoznaje Joovog oca, Mikihisu, koji nagovara svog tasta, Jomeija, da trenira Rjua da postane šaman. Rju i Tokagero ubrzo postaju Joovi saborci u Šamanskoj borbi. Iako zbog manjka treninga i iskustva nije jak kao ostali, njegovi prijatelji cene njegovu snalažljivost i posvećenost. Želi da Jo postane Kralj šamana jer veruje da će stvoriti Najbolje mesto za sve, mada mu ne bi smetalo da i on sam dobije tu titulu i nađe svoju Kraljicu. Na kraju mange, radi kao kuvar u Funbari banji i čuva Joovog i Aninog sina, Hanu.

### Ren Tao (“Len”)
Ren Tao (道蓮, jap: Tao Ren, kin: Dào Lián / Ljen Dao), odnosno Len Tao u engleskoj i srpskoj sinhronozaciji prve adaptacije anime serije, kineski je šaman i na početku jedan od Joovih najmoćnijih neprijatelja. Veruje u svoju snagu, ponosan je (ponekad i previše), nestrpljiv i kratkih živaca. Iako je moćan, navedene karakteristike ga često sputavaju. Nakon što upozna Joa, Renov ponos se usmerava ka želji da zaštiti svoje prijatelje, iako se često svađa sa njima. Kao što Rju ima svoj pompadur, Rena odlikuje zašiljena kosa.
Treniran je od malena da bude šaman, pa je zbog toga jedan od najsposobnijih i fizički najjačih šamana u seriji. Njegova oštroumnost mu je omogućila da brzo savlada mnoge tehnike, uključujući Mikihisine. Od medijuma, Ren koristi guan dao i mač Bao Lej (宝レイ剣, Bâo-Lèi / Houraiken, srpska sinh. Gromovni mač) koji je nasledio od oca kada mu je dokazao da je dovoljno jak da izabere svoj put. Jedan je od retkih šamana koji mogu da gledaju direktno u srce Velike duše, a da se ne onesveste.
Njegov otac, En Tao, usadio je u Renu mržnju prema čovečanstvu i želju da ga uništi. Od malena ga trenira da postane Kralj šamana i naučio ga je da su duhovi samo oruđa i da će preuzeti kontrolu nad njegovim telom ako se sprijatelji sa njima. Stoga, tako i tretira svog duha, Basona. Međutim, nakon što upozna Joa i ostale, Ren polako uči da veruje drugima i pronalazi prave prijatelje koji bi dali svoj života za njega. Odlučuje da se susprotstavi svojoj porodici i bira sopstveni put.
Doduše, prošlost ga progoni tokom Šamanske borbe. Jedan od članova plemena Pač, Nihrom kome je Ren ubio brata, odlučuje da mu se osveti. Tokom borbe, Pejote Dijaz smrtno rani Rena i Jo je primoran da zamoli Gvozdenu lejdi Džejn da ga oživi. Ona se složi, pod uslovom da se Jo povuče iz takmičenja. Pri kraju mange, gospa Sati ga kruniše kao jednog od Pet elementalnih ratnika i dodeljuje mu Duha gromova.
U nastavku priče, odnosno u Shaman King: Flowers-u kada je već odrastao, Ren završava Univerzitet Đinghua i postaje uspešan biznismen, i zajedno sa Hang Cang-Čingom i Bilijem Burtonom osniva kompaniju “Grupa Leidi” (雷帝グループ, Lightning Emperor Group). Zajedno sa Gvozdenom lejdi Džejn dobija sina, Mena koji dosta liči na njega, ali ima srebrnu kosu i crvene oči na majku. Men takođe nasleđuje Basona i Šamaša od svojih roditelja.

### Horohoro (“Trej Trkač”)
Horohoro (ホロホロ, Horohoro) zvani Trej Trkač u našoj i engleskoj sinhronizaciji prve adaptacije anime serije, pripada Ainu plemenu koji potiče sa Hokaida. On je Joov prvi protivnik u preliminarnim rundama, ali uprkos tome što ga Jo porazi, postaju prijatelji. Horohoro želi da postane Kralj šamana kako bi stvorio prostrane njive podbela, odnosno lokvanja za male duhove zvane Koropokuru (Majušci u našoj sinhronizaciji prve adaptacije anime serije). Njegovo ime se na katakani piše kao “boroboro” što znači iscepan, poderan, a njegovo pravo ime potiče od Ainu reči ”horkeu” - vuk. Kao i sa Rjuovim frizom, pogrešno izgovaranje njegovog imena postaje česta šala u seriji. Kasnije saznajemo da se Horohoro u stvari zove Horokeu Usui (碓氷ホロケウ, Usui Horokeu), ime koje je odbacio jer se oseća krivim što je njegova drugarica, Tamiko Kurobe, zvana Damuko, poginula.
Horohoro je dobrica, ali se namerno stalno dernja i ponaša tvrdoglavo. Krije svoju prošlost jer ga Tamikina smrt još uvek proganja. Učen je da jaki jedu slabe, nešto što Horohoro ne može da zaboravi, ali ne dopušta da ga sputava. Čak i kada gubi, nikada ne odustaje. U borbi, spreman je da uradi sve kako bi pobedio. Tokom meča između tima Ren i tima Funbari banja, Horohoro je zaledio i smrvio Rjuove ruke. Stalno se svađa sa Renom o svojoj ulozi u timu, ali uprkos tome je posvećen svojim prijateljima. Samo u opasnim situacijama pokazuje svoju ozbiljnu stranu.
Kororo, iliti Kori u engleskoj i našoj sinhronizaciji prve adaptacije anime serije, je Horohorov duh. Ona je jedna od Koropokuru i ima sposobnost da stvara led. Spaja se sa Horohorovim snoubordom i ikupasui talismanom koji je dobio od svoje sestre Pirike. Zna da nije najpametniji, pogotovo sa brojevima, ali stručnjak je za prirodu. Postaje bliskiji sa Kororo nakon što sazna da je ona duh njegove pokojne drugarice Damuko. U mangi, Horohoro je jedan od Pet elementalnih ratnika i poseduje Duha kiše. U stvari, treći je najjači među ratnicima. Nakon poslednje borbe, Horohoro se vraća u Hokaido i radi na farmi punoj podbela. Iako mu biznis slatkiša u obliku loptica od mahovina propada, Horohoro nastavlja da se bori protiv ilegalnog krčenja šuma. Pojavljuje se i kao sporedni lik u Shaman King: Flowers-u i Shaman King: Red Crimson-u.

### Johan Faust
Rođen u Hajdelbergu, Johan Faust VIII (ファウストVIII世, Fausuto Hassei) je osmo koleno legendarnog doktora Fausta koji je đavolu Mefistofelesu obećao svoju dušu u zamenu za moć nekromantije, mladost i bogatstvo. Međutim, njegovi potomci, uključujući Fausta VIII, odbacili su njegove tabu načine i okrenuli se ka medicini.
Dok je učio da bude doktor, Faust VIII se zaljubio u Elizu koja je patila od neizlečive bolesti. Srećom, Faust je uspeo da nađe lek i on i Eliza su se venčali. Bili su zajedno sve dok Eliza nije ubijena. Njena smrt je dovela Fausta do ludila i on se opet okrenuo ka nekromantiji. Koristeći Elizin skelet kao medijum, Faust je oblikovao svoj Furjoku u njen lik, ali nije uspeo da prizove njen duh. U želji da vrati svoju dragu, odlučuje da postane Kralj šamana.
U drugoj preliminarnoj rundi, Faust pobeđuje Joa. Uvidevši koliko je jak uprkos tome što je samouk, Ana tera Joa da prihvati Fausta kao trećeg člana tima Funbari banja. Želeći da jednog dana postane doktor Funbari gostionice, Ana priziva Elizin duh. Van sebe od radosti, Faust im se pridružuje. Vremenom, koristeći Ultra senđi rjakecu (超占事略決, Ultra Senji Ryakketsu – u našoj sinh. nazvano kao “Knjiga šamana”), Faust savladava moć resurekcije. Iako se čini da je najslabiji u timu, u stvari je veoma smeo. Jednom prilikom, tokom borbe, Faust, koji je prethodno dao svoje noge Elizi, koristi skelet svog preminulog psa Frankeštinija da bi sebi oblikovao noge. Tokom borbe sa Pačevcima, Faust smišlja “Pesmu iz Funbarija” kako bi umanjio efekte protivničke melodije.
Faust je veoma predan svom poslu, nesebičan je i čistog srca. Kao i Jo, uvek pokuša da spasi svoje neprijatelje. Osim što je pomalo emocionalno nestabilan, pogotovo kada neko uvredi Elizu ili je stavi u opasnost, veoma je razuman i ne voli da ga prekidaju kada radi. Na kraju mange, Radim, Pačevac, ubija Fausta. Međutim, njegov duh ostaje uz Joa i pomaže mu. Iako uspevaju da ga ožive, Faust kolapsira od iscrpljenosti. Želeći da ostane sa Elizom unutar Velike duše, moli družinu da ga ne oživljava. U njegovu čast, “Pesma iz Funbarija” postaje zvanična melodija gostinice i njegova slika postaje deo porodičnog svetilišta.

### Lizerg Ditel (“Lajserž”)
Lizerg Ditel (リゼルグ・ダイゼル, Rizerugu Daizeru), iliti Lajserg/Lajserž u našoj sinhronizaciji prve adaptacije anime serije, engleski je šaman koji želi da postane detektiv kao svoj otac. Kada je imao šest godina, Hao mu ubija roditelje i Lizerg odlučuje da se priključi Šamanskoj borbi kako bi ih osvetio. Provodi narednih nekoliko godina u sirotištu, ali i tu doživljava tragediju; g. Onoks ubija njegovog najboljeg prijatelja, Vata Hadsona.
Pametan je i dobronameran, ali zbog svoje prošlosti često dozvoljava mržnji da ga vodi. Androgenog je izgleda, zbog čeka Rju isprva misli da je žensko. Osim toga, odlikuje ga zelena kosa i odeća bazirana na Šerloku Holmsu. Kao medijum koristi kristalno klatno, a duh mu se zove Morfina, odnosno Kloi u srpskoj i engleskoj sinhronizaciji prve adaptacije anime serije. Pomoću nje, radiestezijom, može da pronađe bilo šta i bilo koga.
Pošto upozna Joa i ostale, odlučuje da testira njihovu snagu. Uspeva da porazi Rena i Horohoroa, ali Jo ga savladava. Iako se Jo ne slaže sa njegovom željom da ubije Haa, dozvoljava mu da im se pridruži kako bi mogao da mu pomogne da se reši te mržnje. Međutim, ubrzo nakog toga, Lizerg upoznaje članove grupe  (Odmetnici pravde u našoj sinh.) koji dele njegove ideale. Pridružuje im se i postaje posvećen njihovom vođi, gvzodenoj lejdi Džejn koja mu dodeljuje anđela Zeruela i novi medijum, deringer.
U mangi, tokom takmičenja, grupa X-Laws se deli u tročlane timove i Lizerg završava u timu sa lejdi Džejn i njegovim mentorom, Markom. Kako priča napreduje, Lizerg polako shvata da je Jo možda i u pravu. Kao i ostali, i on nakon nekog vremena završava u paklu, gde mu Džokov, odnosno Čokolavov duh Paskal pomaže da spozna neke stvari o sebi. Lizerg savladava svoju mržnju i lejdi Sati ga proglašava jednim od Pet elementalnih radnika i dobija Duha vatre koga je Hao odbacio. Nakon toga, vraća se na Joovu stranu. U prvoj adaptaciji anime serije, nakon neuspelog pokušaja da otvore Vavilonsku kapiju, većina Odmetnika gine. Min, odnosno Mini/Mina Montgomeri mu vraća Morfinu i Lizerg se vraća u Joov tim. U mangi, međutim, čak i kada dobije Zeruela kao novog duha, Lizerg nikada ne napušta Morfinu.
Nekoliko godina nakog Šamanske borbe, Lizerg se vraća u Englesku, završava Univerzitet u Oksfordu i postaje policajac. Zbog svojih sposobnosti ubrzo postaje član Britanske tajne službe.

### Čokolav Makdonel (“Džoko”)
Čokolav Makdonel (チョコラブ・マクダネル, Chokorabu Makudaneru), odnosno Džoko u srpskoj i engleskoj sinhronizaciji prve adaptacije anime serije, američki je šaman iz Njujorka. Želi da postane komičar, ali mnogi likovi u priči se slažu da uopšte nije smešan. Od svog mentora, Orone, preuzeo je filozofiju da “vetar smeha” može da spasi svet. Kako bi to dokazao, priključuje se Šamanskoj borbi.
Kao što je već pomenuto, Orona, staraji čovek iz Amazonije, mu je bio mentor. Iako ga je Čokolav često zafrkavao, divio mu se jer je uvek pokušavao da reši probleme smehom. U  prvoj adaptaciji anime serije, Orona je čak zaustavio lopova svojim šalama. U mangi, način na koji su se upoznali je mračniji. Naime, Čokolav je, nakon što su mu roditelji ubijeni, postao član bande. Orona ga je upoznao na Božić, nakon što je Čokolav ubio nekoga (kasnije saznajemo da je njegova žrtva bila dr Muncer, Redsebov i Sejramin otac). Važno je napomenuti da su Čokolavovi roditelji takođe ubijeni na Božić. Čokolav napada Oronu ali ga ovaj nasmeje pomoću svojih šamanskih moći. Čokolav mu otkriva da može da vidi njegovog duha, Mika Jaguara, i postaju prijatelji.
Nakon što upozna Joa i družinu, Čokolav postaje treći član Renovog tima. U Šamanskoj borbi upoznaje Redseba i Sejram, decu dr Muncera. Pomoću svog Golema, deca ubijaju Čokolava i on odlazi u pakao gde sreće Oronu. Čokolav provodi dosta vremena u paklu i pre nego što ga gospa Sati oživi, traži da izgubi vid kako bi se iskupio za svoje grehe.
Kao medijum, Čokolav koristi svoje telo. Naime, pripajajući se sa Mikom, Čokolav dobija slične sposobnosti kao jaguar. Osim Mika, Čokolav kasnije dobija još jednog duha, Paskala Avafa koga je upoznao u paklu. Takođe, postaje jedan od Pet elementalnih ratnika i dobija Duha vetra.
Nekoliko godina nakon Šamanske borbe, Čokolav svojevoljno odlazi u zatvor da bi se iskupio za sve što je uradio. Iako treba da odsluži šesnaest godina, uzoran je zatvorenik i dobija nadimak g. Vetar. Lizerg ga oslobađa i zajedno odlaze na okupljanje u Funbari banji.
- Važno je napomenuti da se Čokolavov dizajn razlikuje u Engleskoj verziji mange. Naime, Takeijev originalni dizajn ima karakteristike tkzv. blekfejsa, odnosno predstavlja Čokolava, afroamerikanca, sa neprikladnim karakteristikama kao što su prenaglašene usne. Međutim, iako je to popravljeno u Engleskoj verziji mange, usne su ostale iste u prvoj adaptaciji anime serije i završnoj špici igrice Shaman King: Master of Spirits.

### Hana Asakura
Hana Asakura (麻倉花, Asakura Hana) je Joov i Anin sin. Upoznajemo ga kao bebu u dodatnoj priči Funbari no Uta (“Pesma iz Funbarija”) gde, zajedno sa Rjuom, traga za Pet elementalnih ratnika. U nastavku serijala, Shaman King: Flowers (“Cveće Kralja šamana”), Hana je tinejdžer i ujedno glavni lik. Osim što mu je Amidamaru duh čuvar, Hana poseduje i Fucunomitama mač, oružje koje mu omogućava da oblikuje dva Oversola, O.S. Oni Kabuto (O.S. 鬼兜, O.S. Oni Kabuto)  i O.S. Oni Kabuto dou (O.S. 鬼, O.S. Oni Kabuto Though). Tamao Tamamura ga uglavnom čuva jer mu roditelji često nisu kod kuće. Alumi Niumbirč, Silvina ćerka, mu je verenica. Kada je bio beba, Hao je zapečatio dva onija, odnosno demona u njegovo telo da ga čuvaju.

### Alumi Niumbirč
Alumi Niumbirč (アルミ・ニウムバーチ, Arumi Niumubāchi) je Hanina verenica i ćerka Silve, zvaničnika iz plemena Pač. Rođena je za vreme Šamanske borbe i sebe zove itako Ana III. Iako naizgled arogantna, veoma je moćna. Trenirali su je Ana  (koja se samo pominje u kanzenban verziji mange) i Ana Kjojama, odnosno Ana Asakura u Shaman King: Flowers-u. Ponosan je Pačevac i koristi iste duhove kao svoj otac. Takođe, često koristi duha zvanog Hans Mejer koji opseda njen motor.

## Sporedni likovi - Šamanski turnir

### Pleme Pač
Pleme Pač (パッチ族, Pacchi-Zoku) je starosedelačko pleme locirano u Americi koje nadgleda Šamansku turnirn, odnosno Šamansku borbu i njene takmičare. Samo deset Pačevaca imaju priliku da budu zvaničnici Borbe. Njihova dužnost je da testiraju potencijalne šamane i nadgledaju borbe, s tim da ne smeju da se mešaju u njih i da pomažu takmičarima. Međutim, određeni zvaničnici krše ta pravila i mnogi odlaze na Haovu stranu. Osim toga, imaju dužnost da štite Kralja šamana i svaki zvaničnik kontroliše određeno područje, odnosno Postrojenje (engl. Plant) koje je na putu ka Velikoj duši. Kao i mnoga plemena, Pačevci imaju svoje rukotvorine. U priči, bilo da je televizor, projektor ili čak avion, ako potiče iz Pača, likovi uvek napomenu da je to “autentična pačevska rukotvorina”. U srpskoj sinhronizaciji prve adaptacije anime serije se ne pominje pleme Pač, nego svi zvaničnci potiču iz tajanstvenog sela Dobije.
Goldva
Goldva (ゴルドバ, Gorudoba) je pačevski starešina i organizator Šamanske borbe. Ona je šaman iz božanske klase i potpuno je neutralna tokom takmičenja. Koristi svoje telo kao medijum, a njen duh je totem u obliku ptice koji se zove Veliki Šef (engl. Big Chief). Zbog njenog izgleda i glasa, ljudi često misle da je muško.
Silva
Silva (シルバ, Shiruba) je jedan od zvaničnika Šamanske borbe. Upoznajemo ga nakon što dođe u Tokio da testira Joa. Osim što je jedan od zvaničnika i sudija koji određuju koji šaman ima pravo da učestvuje u Šamanskoj borbi, često radi kao ulični prodavac jer selo Pač nema para da ga plati. Tokom kvalifikacione borbe sa Joom, u kojoj Jo mora barem jednom da ga udari kako bi prošao, Silva mu pomaže da nauči šta je Oversoul. Zahvaljujući tome, Jo uspeva da mu zada udarac u poslednjem momentu i položi test. Iz te borbe, Silva uviđa Joov potencijal i tokom priče pokušava da mu suptilno pomaže. Osim što nadgleda Joa, Silva je zadužen i za Rjua i Rena koji je ubio svog zvaničnika, Hroma, Nihromovog brata.
Silva ima pet duhova, odnosno totemskih životinja koji su postigli svoj potencijal u poslednjih petsto godina. Kolektivno se zovu “Srebrno oružje” (engl. Silver Arms) i svaki od njih ima svoju ličnost. Srebrni Rog (engl. Silver Horn) je američki bizon koji je pripojen za Silvinu desnu nogu i vazdušnim pritiskom pojačava šutiranje. Srebrni Rep (engl. Silver Tail) je kojot pripojen za Silvinu levu nogu i omogućava mu da se brže kreće. Srebrni Štap je duh zmije pripojen za Silvinu desnu ruku i omogućava mu da obavije ili probada protivnike. Srebrni Štit (engl. Silver Shield) je kornjača pripojena za Silvinu levu ruku i omogućava mu da odbije neprijateljske Oversoule. I na kraju, Srebrno Krilo je duh beloglavog orla koji osim što omogućava Silvi da leti, pretvara svoje perje u noževe i izpaljuje ih na protivnike. Zajedno oblikuju napade kao što su Totemski top i koplje Krvi i Mesa (engl. Flesh and Blood spear).
Iako je dobar zvaničnik, nije neutralan. Kao potomak Haove prve reinkarnacije, smatra za svoju dužnost da ga zaustavi i stoga pomaže Jou. Međutim, kada je u tu svrhu pokušao da ukrade preostale Elementalne duhove, uhvaćen je i ispran mu je mozak. Na kraju mange je zadužen za Postrojenje leda i bori se protiv Joa. U nastavku serijala, Shaman King: Flowers, Silva ima ćerku zvanu Alumi Niumbirč koja je ujedno verenica Joovog i Aninog sina, Hane.
Kalim
Kalim (カリム, Karimu) je Silvin najbolji prijatelj i zvaničnik zadužen za Horohoroa i tim Ajsmen. Za medujume koristi lobanju i pršljenove bika, a svog duha, Crnog Srpa (engl. Black Sickle) pripaja sa donjim delom svog tela, kao kentaur. Napadi su mu slični kao u pravog bika, često se zaleće u protivnike ili ih gazi kopitama. Njegovo Postrojenje je njiva koju voli da obrađuje. Likovi se često zezaju na njegov račun i govore mu da je ružan.
Kada su držali kvalifikacione runde u Tokiju, Kalim i Silva su delili stan. Pošto je bilo leto i pleme Pač je vazda bez para, nisu imali klimu i stalno su se žalili na vrućinu. Kako bi platio kiriju i račune, kao i Silva, radio je kao ulični prodavac. Takođe, i on podržava Joa i njegovu družinu, ali za razliku od Silve, mnogo je oprezniji po tom pitanju, pa je uspeo da izbegne ispiranje mozga.
Nihrom
Nihrom (ニクロム, Nikuromu) je postao zvaničnik Šamanske borbe nakon što je Ren ubio prethodnog zvaničnika, njegovog brata, Hroma. Kako bi ga osvetio, Nihrom se pridružuje Hau i tokom zasede omogućio je Pejotu, Haovom pristalici, da ubije Rena. Kao zvaničnik, zadužen je za Fausta, tim Najls i tim Cuki-Gumi. Zadužen je za Postrojenje pećine koje je pripadalo njegovom bratu. Osim Postrojenja, nasleđuje Hromovog duha, skakavca zvanog Ljubičasti Udar (engl. Purple Kick) kog zajedno sa svojim duhom-škorpijom, Žutim Bičem (engl. Yellow Whip) koristi u borbi protiv Rena.
Magna
Magna (マグナ, Maguna) je takođe jedan od zvaničnika koji pomaže Nihromu. Zadužen je za Haa i tim Hana-Gumi. Osim što ga nadgleda, kao i Nihrom, podržava Haa i voli da se poigrava sa drugim takmičarima. Koristi svoje ruke i noge kao medijume, a njegov duh je američka buljina zvana Magnaskoup. Zadužen je za Postrojenje vulkana i takođe se borio protiv Rena. Ne pojavljuje se u prvoj adaptaciji anime serije. Njegovu ulogu je zamenio Cink, Pačevac koji ne postoji u mangi.
Radim
Radim (ラジム, Rajimu) je jedan od zvaničnika i sudija/voditelj tokom Šamanske borbe. Kako su mečevi često blještavi, Radim nosi debele naočare za sunce. Kao medijum koristi mikrofon, a njegov duh je australijski pelikan zvani Platinumski Mač (engl. Platinum Sword). Za razliku od ostalih zvaničnika, trudi se da bude što neutralniji, ali otvoreno priznaje da se ne slaže sa Haovim idealima. Štaviše, otkriva ostalima koliko Hao zapravo ima Furjokua. Uprkos tome, kao ponosan Pačevac, ispunjava svoje dužnosti. Zadužen je za Postrojenje jezera i pri kraju mange ubija Fausta, ali ga Jo savladava.
Iako je veoma moćan šaman, zbog razlika između prve adaptacije anime serije i mange, Radim se veoma retko pojavljuje animeu i nije imenovan.
Namari (Lead)
Namari (ナマリ, Namari), odnosno Lead (srp. “Olovo”) u engleskoj verziji mange, zvaničnik je zadužen za Gandara timove. Ne pojavljuje se u prvoj adaptaciji anime serije, a prvi put ga vidimo u mangi dok Jo i njegovi prijatelji pokušavaju da spasu gospu Sati od Haovih pristalica. Otvoreno podržava Haa i voli da se poigrava sa ostalim takmičarima. Kao medijum verovatno koristi zmijsku kožu, a njegov duh je kobra zvana Crveni Konopac. Zadužen je za Postrojenje pustinje gde na kraju mange ubija Rjua, ali ne uspeva da savlada Horohoroa i Rena.
Bron
Bron (ブロン, Buron) je zvaničnik zadužen za Lizerga Ditela. Zajedno sa Renimom, zadužen je i za “reedukaciju” zvaničnika. Nakon što je Silva pokušao da ukrade preostale Elementalne duhove da bi pomogao Jou, Goldva naređuje Bronu i Renimu da ga “podsete” šta je dužnost Pačevaca, što šokira Kalima. Na putu ka Velikoj duši, pre Postrojenja, Silva napada Joa i družinu. Bron i Renim ga zaustavljaju i naređuju mu da se vrati na svoje Postrojenje. Joova družina opet sreće Brona na Postrojenju doline. Kao medijum, Bron koristi okove na nogama i rukama, a njegov duh je pauk zvani Plava Mreža (eng. Blue-net). Lizerg ga pobeđuje. Ne pojavljuje se u prvoj adaptaciji anime serije, ali ga Lizerg pominje kada priča o svojoj kvalifikacionoj borbi.
Renim
Kao što je već pomenuto, Renim (レニム, Renimu) i Bron su zaduženi za “reedukaciju,” odnosno ispiranje mozga zvaničnika koji su prekšili pravila. Ne zna se šta je njegov medijum, ali za duha koristi kameleona zvanog Prozirni Plašt (eng. Clear Coat) koji mu omogućava da se kamuflira i neutrališe svoj miris. Njegovo Postrojenje je džungla, a Opaćo ga pobeđuje. Kao i mnogi drugi Pačevci, ne pojavljuje se u prvoj adaptaciji anime serije.
Talim
Talim (タリム, Tarimu) je takođe jedan od zvaničnika, ali ga prvi put upoznajemo u Pač kafiću gde radi kao barista. Zadužen je za tim Kabaleri i tim Kauboji, a njegovo Postrojenje je okean. Njegov duh, odnosno grupa duhova su Zelene Semenke (eng. Green Seeds) koje mu omogućavaju da kontroliše mnoge biljke. Lako savladava Rena i Horohoroa, ali Čokolav ga pobeđuje.
U nastavku, odnosno Shaman King: Flowers-u, Talim vodi kafić u paklu gde ga Joov i Anin sin, Hana upoznaje. Međutim, uopšte se ne pojavljuje u prvoj adaptaciji anime serije.
Raderfor
Raderfor (ラザホー, Razahoo) je zvaničnik koji se pojavljuje na samom kraju mange, i to samo u verziji sa pravim krajem. Raderfor je u stvari žensko, ali kada je Jo i družina upoznaju u njenom Postrojenju univerzuma, prerušena je u vanzemaljca. Iako ona sama nije tuđin, njen duh, Sivi Tanjir (eng. Gray Saucer) je vanzemaljac koji je pre hiljadu godina posetio selo Pač i pomogao im da razviju bolju tehnologiju. Pomoću njega, Raderfor može da manipuliše gravitacijom.
Hrom
Hrom (クロム, Kuromu) je prvi i jedini zvaničnik koji je poginuo u kvalifikacionim rundama. Naime, kada je Ren ispuno uslov za prolaz, odnosno zadao Hromu jedan udarac, umesto da je stao tu, odlučio je da ga ubije. To je bilo pre nego što se Ren suočio sa svojom mržnjom i kada upozna Nihroma, Hromovog brata, oseća krivicu za to što je uradio. Kao što je već pomenuto, Hromov duh je bio Ljubičasti Udar.
Cink
Kao što je već pomenuto, Cink (亜鉛, Jinku) je Pačevac koji se pojavljuje samo u prvoj adaptaciji anime serije. Pošto se prva adaptacija umnogome razlikuje od mange, Cink ne poseduje Postrojenje, a njegov duh, odnosno duhovi su slični kao Silvini. Kolektivno se zovu “Cinkovo oružje, ” i kao Silvini, mogu da oblikuju Totemski top. Njegov glavni duh je verovatno lešinar.
Lip i Rap
Lip i Rap (リップ & ラップ, Rippo & Rappo) su blizakinje koje Silva čuva. Pošto imaju samo pet godina, još uvek nemaju duhove. Njihova dužnost je da pomognu Kralju šamana da se spoji sa Velikom dušom, kao i da prenesu priče o Šamanskoj borbi na sledeću generaciju. Ne pojavljuju se u prvoj adaptaciji anime serije.

### Haove pristalice
Haove pristalice su grupa šamana koje je Hao lično izabrao ili dozvolio da budu u njegovom timu. Tokom Šamanske borbe se dele u više tročlanih timova.

#### Tim Hoši-Gumi
Tim Hoši-Gumi (星組, “tim Zvezda”) je bio Haov tim. Ostala dva člana bili su:
Opaćo
Opaćo (オパチョ, Opacho) je sitna, ali moćna devojčica posvećena Hau. Uzrok njene snage je to što je umalo umrla kada se rodila, a u svetu šamana smrt i reinkarnacija znače povećavanje moći. Hao ju je usvojio nakon što ju je u južnoj Africi našao neuhranjenu. Hteo je da je nazove Ohaćijo po demonu koga je upoznao u svom prvom životu, ali je Opaćo pogrešno izgovorila to ime i nadimak je ostao. Kao Hao i Ana, Opaćo ima sposobnost da čita misli, ali i da stvara iluzije. Opaćo koristi svoju kosu kao medijum, i njen duh, Mama (ママ) joj omogućava da zauzme oblik ovce.
Opaćo je veoma direktna i iskrena, pa Hao uživa u njenom društvu. Često joj priča svoje planove i šta misli o Jou i njegovoj družini. Pri kraju prve adaptacije anime serije, Opaćo beži od Haa jer je postao strašan. U mangi, Hao je šalje da nagovori Joa da se vrati u Šamansku borbu nakon što mu je lejdi Džejn, kao uslov da spasi Rena, rekla da se povuče iz takmičenja. Pomaže Joovoj družini na putu ka Hau koji se, kao novi Kralj šamana, pripajao sa Velikom dušom. Opaćo iskorišćava svoje čitalačke moći i otkriva ostalima neke stvari o Hau. Nakon što se Hao probudi, sada pripojen sa Velikom dušim, ubija Goldvu, što uznemirava Opaćo. Iako Hao više nije osoba koju je poznavala, ostaje uz njega do samog kraja.
Lakist Laso
Lakist Laso (ラキスト・ラッソ, Rakisuto Rasso) je bio osnivač i prvi vođa grupe X-laws (“Odmetnici pravde” u srpskoj sinh. prve adaptacije anime serije) čija je glavna svrha bila da poraze Haa. Međutim, nakon što je izgubio od njega i uvideo da apsolutna pravda nije moguća, Lakist mu se pridružuje. To je umalo uništilo Marka, njegovog šegrta i kolegu sa kim je pravio super-automobile. Lakist je bio jedan od najjačih Haovih pristalica i jedan od retkih koji je znao da Hao može da čita misli. Bio je veoma učtiv, čak i prema Jou i Marku. Ime je dobio po brendu cigara “Laki Strajk,” a njehov duh je pali anđeo Lucifer.

#### Tim Cući-Gumi
Tim Cući-Gumi (土組, “tim Zemlja”) nije opstao tako dugo, a činili su ga:
Braća BoZ (“Braća Zen”)
Braća BoZ (ボーズ, Bouzu) odnosno Braća Zen u prvoj adaptaciji anime serije, popularna su budistička rok grupa. Čine je Rjo Sugimoto (杉本 良, Sugimoto Ryō), odnosno Rjo Kamiširo (神代 良, Kamishiro Ryō) u animeu, i Zen Joneda (米田 善, Yoneda Zen), odnosno Zen Hiđiri (聖 善, Hijiri Zen) u prvoj japanskoj adaptaciji anime serije, iliti Zen Hoši u engleskoj. Jedni su od prvih Haovih pristalica i nisu naročito jaki. U borbi koriste male planinske duhove zvane ćimi-morjo (ちみもりょう, Chimi-Moryo). Pokušali su da poraze Joa pre Šamanske borbe, ali su bili neuspešni. Nakon toga postaju deo tima Cući-Gumi, ali u borbi sa Renovim timom gube, i njihov partner, Pejote ih koristi kao medijume. Nakon toga napuštaju Haa i pomažu Gandarama.
Pejote Dijaz (“Tekolote”/“Ramiro”)
Pejote Dijaz (ペヨーテ・ディアス, Peyote Diasu), odnosno Tekolote u ranijim izdanjima engleskog prevoda mange, ili Ramiro u prvoj adaptaciji anime serije, bio je šaman iz Meksika i koristio je kalavera lutke kao medijume. Njegovi duhovi su bili njegovi preminuli prijatelji i marijači. Pridružio se Hau jer je video tamu u njegovom srcu i hteo je da mu pomogne. Nakon što ga Renov tim porazi, Pejote polako počinje da sumnja u Haa. Tek nakon što sazna da Hao može da čita misli i da samo sebi veruje, Pejote ubija svoje saborce i sebe. Međutim, za razliku od mnogih drugih likova, zbog lošeg stanja njegovog leša, ne uspevaju da ga ožive.

#### Tim Cuki-Gumi
Tim Cuki-Gumi (月組, “tim Mesec”) je dospeo u drugu rundu Šamanske borbe, i činili su ga:
Hang Cang-Čing
Hang Cang-Čing (范 斬陳 (ハン ザンチン), jap. Han Zan-Chin, kin. Fàn Zhǎnchén / Fan Džan-Čen) kineski je šaman koji za medijum koristi zlatni kineski gong, a za duha pandu zvanu Šion-Šion. Rođen u Šangaju, potiče iz bogate porodice pune doktora i navodno je želeo da postane pop-zvezda ali je bio odbijen zbog svoje težine. Pridružio se Hau jer želi da stvori svet gde fizički izgled nije bitan. Jedan je od prvih koje je Pejote ubio, ali je kasnije vraćen u život. U nastavku, Shaman King: Flowers, zajedno sa Bilom Burtonom pomaže Renu da osnuje svoju kompaniju i postaje telohranitelj njegovom sinu, Menu.
Mohamed Tabarsi
Mohamed Tabarsi (モハメド・タバルスィー, Mohamedo Tabarusī) zvani Turbin (ターバイン, Tābain) je bio šaman iz Bliskog istoka. Već kao dete je morao da rukuje vatrenim oružjem i radi kao najamnik. Hao ga je spasio kada je u Iraku bio okružen neprijateljima, među kojima je bio i Kris Venstar. Za medijum je koristio stakleni privezak, a njegov duh se zvao Džini, odnosno Đin. Ubio ga je potrčko Ojamada porodice, Midori Tamurazaki. Kao i Pejota, nisu mogli da ga ožive.
“Veliki” Bil Burton
“Veliki” Bil Burton (ビッグガイ・ビル・バートン, Biggu Gai Biru Bāton) je ragbi igrač i jedan od Haovih najjačih pristalica. Njegovi duhovi su igrači iz njegovog bivšeg tima koji su poginuli u sudaru. Hao mu je dao razlog da nastavi da živi, ali zbog svega što mu se desilo, ne voli da ubija ljude. Iako ga Pejote ubija, vraćen je u život, a u Shaman King: Flowers-u, zajedno sa Hang Cang-Čingom, pomaže Renu da osnuje svoju kompaniju i postaje telohranitelj njegovom sinu, Menu. U prvoj adaptaciji anime serije umire na početku poslednje borbe.

#### Tim Hana-Gumi
Tim Hana-Gumi (花組, “tim Cveće”) čine devojke za koje mnogi misle da su veštice, odnosno:
Kana Bizmark
Kana Bizmark (カンナ・ビスマルク, Kanna Bisumaruku) je šaman iz Nemačke. Potiče iz aristokratske porodice. Iako je kao mala konstantno bila okružena duhovima jer je povraćala ektoplazmu, roditelji su je voleli i radili sve da joj pomognu. A njen duh, srednjovekovni vitez Aškroft (アシュクロフト, Ashukurofuto) ju je štitio od ostalih duhova. Imala je lep život sve dok joj roditelji nisu misteriozno poginuli i rodbina oduzela svo nadsledstvo. Hao ih sve spaljuje i Kana mu se pridužije. Upoznaje Matildu i Marion, koje su takođe siročići, i njih tri formiraju tim Hana-Gumi. Nakon što ih Pejote ubija, njihovi duhovi odlaze Hau u pomoć, ali on odlučuje da ih nahrani Duhu vatre. Srećom, Ana ih spašava, pa u Shaman King: Flowers-u rade kao konobarice u gostionici Funbari banja. Iako Kana koristi dim iz cigarete kao medijum, Tamao je stalno grdi što puši u gostionici.
Matilda Matis
Matilda Matis (マチルダ・マティス, Machiruda Matisu) je šaman iz Škotske. Roditelji su je se plašili jer je imala šamanske moći, pa su je ostavili u šumi gde ju je starija veštica pronašla i uzela pod svoje. Naučila je Matildu svemu što je znala i pomagala ljudima u obližnjem selu. Ali kada se veštica razbolela, ti isti ljudi nisu želeli da joj pomognu. Matilda je zbog toga počela da mrzi ljude. Hao se pojavio nakon što je veštica umrla i pomogao Matildi da je sahrani. Njen duh se zove Džek (ジャック, Jakku), koji je za života bio poznati ubica. Kao što je već pomenuto, Matilda umire zajedno sa Kanom i Marion, ali ih Ana vraća u život. U Shaman King: Flowers-u, Matilda radi u Funbari banji gde je Tamao kritikuje jer stavlja jezive šnale u kosu.
Marion Fauna (“Mari”)
Marion Fauna (マリオン・ファウナ, Marion Fauna), odnosno Mari u engleskoj i našoj sinhronizaciji prve adaptacije anime serije, šaman je iz Italije i ćerka poznatog mafijaša. Pridružila se Hau nakon što je spalio ljude koji su joj ubili roditelje. Njen medijum su lutka koju joj je majka napravila i revolver koji je pripadao poznatom kauboju zvanom Čak (チャック, Chakku). Marion je veoma povučena i često izgleda utučeno, zbog čega je Tamao stalno grdi Shaman King: Flowers-u.

#### Tim Kaze-Gumi
Tim Kaze-Gumi (風組, “tim Vetar”) nije bio zvanični tim tokom Šamanske borbe jer su dva od tri čana umrla tik pred samo takmičenje. Ovaj tim činili su:
Boris Cepeš Drakula
Boris Cepeš Drakula (ボリス・ツェペシュ ドラキュラ, Borisu Tsepeshu Dorakyura) je bio šaman iz Transilvanije i potomak Vlada Cepeša koji je tokom svoje vladavine navodno sprovodio surove metode u odbrani od osmanskih osvajanja, naročito nabijanjem na kolac, pre svega osmanlijskih zarobljenika i njihovih pomagača. Mnogi su ga zbog te surovosti proglasili vampirom i prokleli njegovu lozu. Hao, tokom svoje prve reinkarnacije kao Pačevac, ponudio je Cepešima “prave vampirske moći” kako bi se osvetili narodu. Stoga, Boris koristi krv kao medijum, a njehov duh je lovac na vampire zvani Blamuro (ブラムロ, Buramuro). Borisa ubija Marko iz grupe X-laws, i to pre samog početka Šamanske borbe.
Kođi Jamada
Kođi Jamada (山田 光司, Yamada Kōji) zvani Damajađi (ダマヤジ, Damayaji) je bio šaman iz Japana. Pre Šamanske borbe, bio je fotograf i uživao je u prirodi, što je bio jedan od razloga zašto se svideo Hau. U mangi, Damađi kontroliše duha krabe i Boris ga ubija nakon što Horohoro komentariše da Damjađi više izgleda kao vampir nego on. U prvoj adaptaciji anime serije, Jo i družina upoznaju Damjađija dok je prerušen u sveštenika. On im priča o vampirima i odvodi ih u podrum crkve. Tamo, pokušava da ubije Mili i Eli, i to ne duhom krabe nego stonoge, ali ga Boris ubija.
Broken Mejer (“Bloken”)
Broken Mejer (ブロッケン・マイヤー, Burokken Maiyā) odnosno Bloken u prvoj adaptaciji anime serije, šaman je iz Kopenhagena. Rođen je sa poremećajem rasta i nije imao najbolje detinjstvo. Kada je imao 26 godina, Hao mu je spalio udove što ga je umalo ubilo, ali i probudilo njegove šamanske moći. Kao medijum, koristi nešto nalik “Lego” kockicama, a njegovi duhovi su miševi. Uspeo je da preživi Pejotov masakr, ali samo zahvaljujući Asakurama. U Shaman King: Flowers-u, zajedno sa Hang Cang-Čingom i Bilom Burtonom radi kao telohranitelj Renovog sina, Mena. U prvoj adaptaciji anime serije ima mnogo manju ulogu, štaviše, ne govori.

#### Ostale Haove pristalice
Anahol Poki
Anahol Poki (アナホル・ポッキ, Anahōru Pokki) je brat blizanac Anatela iz tima Najls koga je ubila gvozdena lejdi Džejn. Za razliku od svog brata, Anahol se ne pojavljuje u prvoj adaptaciji anime serije. Upoznajemo ga kada, u želji da osveti Anatela, napada auto koji je prevozio Džejn. Lizerg isprva misli da je Anatol, ali ga Anahol uverava da njegov brat ima lepši i duži nos od njega. Anahol ubija Džejn i Lizerga, ali se kasnije vraćaju u život. Pri kraju mange, Ana ga tera da pomogne ostalim šamanima da dođu do izgubljenog ostrva Mu. Njegov duh je mačka zvana Amneris (アムネリス, Amunerisu), a njegov Oversoul izgleda kao sfinga.
Ašil (“Bazil”)
Ašil (アシル, Ashiru), odnosno Bazil u engleskoj i našoj sinhronizaciji prve adaptacije anime serije, se ne pojavljuje u mangi. Njegov duh se zvao Zigfrid, a kao medijum je koristio zemlju. U 33. epizodi, Hao mu naređuje da ubije nekoliko Joovih prijatelja. Zajedno sa Bilom, Ašil odlazi da ispuni svoju dužnost. Njegov Oversoul, oblika robota, uspeva da savlada Rjoa, Horohoroa, Rena i Lizerga. Ašil im takođe oktriva da je Jo Haov brat, ali ubrzo posle toga ga članovi grupe X-laws ubijaju.

### (“Odmetnici pravde”)
Grupa X-Laws (X・法律, X-LAWS), u našoj sinhronizaciji prve adaptacije anime serije prevedena kao “Odmetnici pravde,” čine ljudi koji žele da liše svet zla i bola, i unište najveće zlo od svih, Haa Asakuru. Cilj im je isti u mangi i prvoj adaptaciji anime serije, ali metod na koji su to pokušali da postignu je drugačiji. Naime, u prvoj adaptaciji anime serije, gvozdena lejdi Džejn, koja je njihov vođa, neuspelo pokuša da zarobi Haa u Vavilonsku kapiju. Mnogi članovi umiru u toj borbi, a Džejn gubi svog duha, Šamaša. U mangi, zbog Šamanske borbe, dele se u tri tročlane grupe: X-I, X-II, X-III. Treća grupa, X-III gine u borbi protiv Haovog tima, Hoši-Gumi. Drugi tim, X-II, u želji da ih osveti, isto strada. Jedino tim X-I opstaje dovoljno dugo da se pridruži Jou.

#### Tim
Tim X-I je bio Lizergov tim. Druga dva člana bili su:
Gvozdena lejdi Džejn
Gvozenda lejdi Džejn (アイアンメイデン・ジャンヌ, Aian Meiden Jannu) je nakon odlaska Lakista Lasoa postala vođa grupe X-Laws. Ona je bila sitna, ali moćna devojčica koja je većinu vremena provodila u spravi za mučenje, poznatoj kao Gvozdena lejdi koja joj je ujedno bila medijum. Time je trpela sve grehe ovog sveta, ali je i stalno bila u stanju samrti što je u šamansom smislu činilo moćnijom. Čak i van te sprave nosila je cipele nalik kavezima koje su imale šiljke unutra. Zbog svega toga, bila je šaman iz božanske klase i njen duh je bio bog Šamaš. Članovi tima su na nju gledali kao na pravog boga, ali kasnije se otkriva da je Džejn obična devojčica koju su Lakist i Marko našli u Francuskoj. Kao što je već pomenuto, u prvoj adaptaciji anime serije, ona gubi Šamaša nakon borbe sa Haom, dok u mangi ostaje sa njom. U nastavku serijala, odnosno u Shaman King: Flowers-u saznajemo da se udala za Rena i sa njim dobila sina, Mena. Međutim, Džejn je kasnije ubijena. Znajući da ne bi želela da je ožive, sahranjuju je.
Marko Laso
Marko Laso (マルコ・ラッソ, Maruko Rasso) je bio kapetan grupe X-Laws i Lizergov mentor. Poreklom iz Sicilije, detinjstvo je proveo u sirotištu. Zahvaljujući Lakistu, koji je kasnije osnovao i izdao grupu X-Laws, uspeo je da osnuje kompaniju automobila. Njegova ljubav prema autmobilima je bila toliko jaka da je njegov prvi duh bio auto koji je zbog njegove ljubavi razvio dušu. Kada se pridružio grupi X-Laws, dobio je novog duha, arhađela Mihaila i spojio ga sa duhom automobila. U prvoj adaptaciji anime serije, nakon što Džejn izgubi Šamaša, ostali članovi grupe X-Laws odlaze da je osvete, ali ginu u procesu. Marko prihvata Džejninu želju da pomogne Jou i ostaje uz nju. Na kraju mange se bori protiv Lakista i zajedno ginu.
Tim X-II je nastradao pokušavajući da osveti tim X-III, a činili su ga:
Džon Denbat (“Dingbat”)
Džon Denbat (ジョン・デンバット, Jon Denbatto), odnosno Džon Dingbat u engleskom i našem prevodu, bio je deo britanske Specijalne vazdušne službe (S.A.S) pre nego što se pridružio grupi X-Laws. Nakon što je Haov tim ubio tim X-III, Džon i njegov tim odlučuju da ih osvete, nešto čemu se Marko protivio. Tim X-II upada u Haov štab u nadi da ga raznesu. Hao ubrzo ubija Porfa i Larka, ali zastane kod Džona jer ga zanima zašto je odlučio da ga napadne kad je znao da će poginuti. Džon potom aktivira satelit XDI i raznosi ceo štab. Međutim, i Hao i on preživljavaju. Pre nego što ga spali, Hao ga pohvaljuje za hrabrost. Njegov duh je bio arhanđel Rafailo. U prvoj adaptaciji anime serije, ubija ga Mohamed.
Porf Grifit
Porf Grifit (ポーフ・グリフイス, Pōfu Gurifuisu) je pre grupe X-Laws bio snajper u Operativnom odredu specijalnih snaga–Delta. Trebalo je da upuca Haa, ali je zastao kad je primetio da plače. Hao je potom poslao Duha vatre da ga ubije. Njegov duh je bio arhanđel Sarielo. U prvoj adaptaciji anime serije, ubija ga Hang Cang-Čing.
Lark Dirak
Lark Dirak (ラーキ・ディラック, Raaki Dirakku) iliti Laki Lark, takođe je bio u Delti pre Šamanske borbe. Pokušao je da pobegne nakon što je Porf ubijen, ali Hao ga je spalio. Njegov duh je bio arhanđel Urilo. U prvoj adaptaciji anime serije, ubija ga Bil Burton.
Iako su znali da će poginuti ako se budu borili protiv tima Hoši-Gumi, tim X-III se žrtvuje kako bi prikupio informacije o Hau. Ovaj tim činili su:
Kris Venstar (“Banstar”)
Kris Venstar (クリス・ブンスター, Kurisu Bunsutaa), odnosno Kris Banstar u prvoj adaptaciji anime serije, bio je deo američke Specijalne vazdušne službe (S.A.S) za vreme Zalivskog rata. Kao što je već pomenuto, bio je u istom ratu kao Mohamed Tabarsi koga je spasio Hao tako što je uništio Venstarevu jedinicu. Pošto je izgubio noge u toj borbi i bio na samrti, Venstar je probudio svoje šamanske moći i pridružio se grupi X-Laws. Nakon što Hao ubije Min i Kebina, Venstar aktivira Х-granatu u nadi da će razneti Duha vatre zajedno sa kiseionikom. Međutim, Hao pretvara Duha vatre u vodu i ubija ga. Isto to mu se desilo i u prvoj adaptaciji anime serije, samo što nije bila zvanična Šamanska borba. Njegov duh je bio arhanđel Metatron.
Kebin Mendel (“Kevin”/“Sebin”)
Kebin Mendel (ケビン メンデル, Kebin Menderu), odnosno Kevin u engleskoj mangi ili Sebin u prvoj adaptaciji anime serije, bio je snajper iz Eko Kobre i pomagao austrijskoj federalnoj policiji pre nego što se pridužio grupi X-Laws. Hao ga je gadno spalio, pa je nosio masku i kapu da bi prekrio opekotine. Osim toga, veliki deo tela mu je bio zamenjen mehaničkim delovima. Pridužio se grupi X-Laws da bi se osvetio Hau, ali je poginuo u borbi protiv tima Hoši-Gumi sa ostatkom tima X-III. Njegov duh je bio arhanđel Ramailo koji se srušio na njega u prvoj adaptaciji anime serije i tako ga ubio.
Min Montgomeri (“Mini”/“Mina”)
Min Montgomeri (ミイネ・モンゴメリー, Mīne Mongomerī), odnosno Mini u ranijim izdanjima mange ili Mina u našoj i engleskoj sinhronizaciji prve adaptacije anime serije, bila je član kanadske specijalne spasilačke jedinice pre nego što se pridužila grupi X-Laws. Iako je želela osvetu jer joj je Hao ubio oca, ona je do samog kraja verovala da dobrota može da spasi svet. U mangi, poginula je u borbi protiv tima Hoši-Gumi, dok je u prvoj adaptaciji anime serije preživela neuspelo otvaranje Vavilonske kapije i uspela je da vrati Lizergu Morfinu pre nego što je zajedno sa Krisom i Kebinom poginula u borbi protiv Haa. Njen duh je bio arhanđel Gavrilo.

#### Pali anđeli
Pali anđeli su članovi koji su izbačeni ili izdali grupu X-Laws. Osim Lakista Lasoa koga smo već pomenuli, drugi pali anđeo je:
Hans Rajhajt (“Lihit”)
Hans Rajhajt (ハンス・ライハイト, Hansu Raihaito), odnosno Lihit u engleskom prevodu mange, izbačen je iz grupe jer je bio previše ratoboran. Kada je Mansumi Ojamada, Mantin otac, odlučio da napadne ostrvo na kome se održavala Šamanska borba, Hans i Teruko Amano su bili zaposleni da ga čuvaju. Kada je video da se Džejn udružila sa Haom da bi zaustavila Mansumijev napad, Hans je je izgubio povrenje u nju i odlučio da treba da je ubije. Iako njegov duh, Azazel, ima ogromnu moć, poginuo je zajedno sa Teruko, ali su kasnije vraćeni u život i iznenada se verili. Kao i Teruko, Hans se ne pojavljuje u prvoj adaptaciji anime serije.

### Gandara
Gandara (ガンダーラ, Gandāra) je budistička organizacija koja, iako učestvuje u Šamanskoj borbi, ne želi da njeni članovi postanu Kralj šamana. Štaviše, tvrde da su potpuno neutralni jer je pre 2500 godina njihov kandidat postao Kralj šamana. Priključili su se takmičenju da bi pomoću Pet elementalnih ratnika i Pet elementalnih duhova zaustavili Haa.
Kao i ostali takmičeri, podelili su svoju organizaciju u više tročlanih timova:

#### Tim Njorai (sanskrit:tatagata)
Sati Saigan
Sati Saigan (サイガン サティ, Saigan Sati) je vođa tima Gandara i poštovana među članovima kao princeza, gospa i Njeno veličanstvo. Iako pravedna, Sati je verovatno jedna od retkih koja je ravna Hau Asakuri i ne okleva da iskoristi silu. Izabrala je Joa i njegov tim zato što je uvidela da nisu ni zli ni dobri. Poslala ih je u pakao da treniraju i pomogla im da se domognu Elementalnog duha zemlje tako što je pobedila kralja pakla, Enmu. Osim što je jaka, poseduje moć rezurekcije. Pre nego što je postala šaman, provodila je vreme u hramu Saigan i pričala sa statuom Bude od hiljadu ruku (Senđu Kanon). Kada su zelenaši zapretili da će je izbaciti iz hrama ako im ne plati, iz statue je izašao Satin duh, Dainići Njorai (大日如来, Dainichi Nyorai), odnosno Senđu. U prvoj adaptaciji anime serije, Sati i njen tim se ne pojavljuju, ali pojavljuje se tim Dairedo čiji se vođa zove gospa Njorai.
Veoma je verovatno da je Sati u stvari Saći Saigan (西岸サチ, Saigan Sachi) iz Takeijevog prethodnog dela Butsu Zone za koji mnogi veruju da je prednastavak (prequel) “Kralja šamana”.
Dajei
Dajei (大栄, Daiei) je stari kineski mudrac koji savetuje gospu Sati. Najstariji je među Gandarama i voli tofu. U slobodno vreme recituje budističke sutre, a njegov duh je bodisatva Đizo Njorai (ジゾウ如来, Jizou Nyorai) koji je takođe baziran na istoimenom liku iz -a.
Komeri
Komeri (コメリ, Komeri) je belokosa devojčica iz Indije. Iako je mala, ima ogroman potencijal i danonoćno trenira. U slobodno vreme voli da pravi ogrlice, a njen duh se zove Bato Njorai (バトウ如来, Batou Nyorai) i takođe je baziran na istoimenom liku iz -a.

#### Tim Mjo (sanskrit:viđarađa, “Kraljevi Mudrosti”)
Džekson
Džekson (寂尊, Jakuson) je vođa tima Mjo. Za razliku od Jainagea, nemilosrdan je i uradiće sve da pomogne gospi Sati. Nakon što je tim Mju izgubio od Renovog tima, Sati naređuje da pošalju Rena, Horohoroa i Čokolava u pakao. Džekson potom savladava jednog od četiri kralja pakla, Izanamija i osvaja Elementalnog duha gromova. Koristi bodež kao medijum, a njegov duh je Fudo Mjo  (不動明王, Fudō Myōō), odnosno Akala u engleskoj adaptaciji mange, jedan od Kraljeva Mudrosti iz budističkog ogranka Vađrajana. Kao i ostali članovi tima Gandara, Džekson se ne pojavljuje u prvoj adaptaciji anime serije, ali pojavljuje se tim Fudomjo koji takođe ima budističke elemente, ali potpuno drugačiju ideologiju i članove tima.
Jainage
Jainage (ヤイナゲ, Yainage) za sebe kaže da je jedan od slabijih članova tima Mjo, ali kao i ostali članovi može da neutrališe Furjoku. Uglavnom je miran, ali izgubi kontrolu u borbi sa Renovim timom. Osvaja Elementalnog duha kiše nakon što pobedi jednog od četiri kralja pakla, Anubisa. Njegov duh je Gundali, odnosno Kundali Mjo (軍荼利明王, Kundali Myō-ō) u engleskoj verziji mange, jedan od Kraljeva Mudrosti iz Vađrajane.
Kado
Kado (カドゥ, Kadou) je treći i najopušteniji član tima Mjo. Uprkos bezbrižnom karakteru, veoma je moćan. Uspeo je da pobedi jednog od četiri kralja pakla, Mefistofelesa i domogne se Elementalnog duha vetra. Upoznao je gospu Sati kada je ponudio njenom timu da ostanu u njegovoj palati u zamenu za Satinu ruku. On je u stvari bio bahati aristrokrata iz Indije koga ni rođena porodica više nije mogla da podnese. Misleći da ga je zaposeo demon Mara, Sati i njena družina mu pomažu, nakon čega im se Kado pridružuje. Njegov duh je Aizen Mjo (愛染明王, Aizen Myōō), odnosno Ragarađa u engleskoj verziji mange, jedan od božanstava iz Vađrajane.

#### Tim Deva (sanskrit:tenger)
Mami
Mami (マミ, Mami), odnosno Mami Matoba (的場 真美, Matoba Mami) je pegava devojčica čije su oči vazda zatvorene. Prethodno pisac, pridružila se Gandarama nakon što su joj spasili život kada je putovala u Indiju. Njen duh, Ašura (アシュラ, Ashura) je takođe baziran na liku iz -a.
Sami
Sami (サミ, Sami), odnosno Hisami Toda (戸田 久美, Toda Hisami) je devojka sa dugačkom kosom i naočarima. Želela je da postane pevačica, ali kao i Mami, pridružila se Gandarama nakon što su joj spasili život kada je putovala u Indiju. Njen duh je takođe Ašura.
Ozam
Ozam (オーザム, Ōzamu) odnosno Osamu Kidomura (鬼道村 修, Kidomura Osamu) je čovek-planina koji nosi masku. Bio je verovatno rvač pre nego što se pridružio Gandarama. Njegovi duhovi, kolektivno zvani Nio (仁王, Nio), su Agjo (阿形, Agyō) i Ungjo (吽形, Ungyō), odnosno dva gnevna Budina stražara.

#### Ostali članovi Gandare
Među ostalim članovima, odnosno Bodisatvama bili su, među ostalom, braća BoZ. Ali oni su se pridružili mnogo kasnije. Osim njih, ostali članovi su:
Seikjo
Seikjo (清鏡, Seikyō) nije među timovima koji su zvanično učestvovali u Šamanskoj borbi, ali je svejedno veoma odan gospi Sati. Seikjo je u stvari monah iz Tajvana. Kao medijum koristi ogledalo, a njegov duh je bodisatva Marišiten (マリシテン, Marishiten).
Eon Li
Eon Li (イオン・リー, Ion Rī) je kineski šaman koji takođe nije zvanično učestvovao u Šamanskoj borbi, ali je svakako odan gospi Sati. Retko se pojavljuje, ali je primetan jer često jaše slona. Kao medijum koristi svoju kravatu, a njegov duh je Šatora (シャトラ, Shatora), jedan od Dvanaest nebeskih generala u Budizmu.

### Tim Kabaleri
Tim Kabaleri (engl. team Kabbalahers) čine Joov otac, Mikihisa Asakura koji se pridružio Šamanskoj borbi kako bi mogao da nadgleda svog sina, i deca dr. Kamela Muncera, Redseb i Sejram koji žele da osvete svog oca koga je ubio Čokolav Makdonel. Odnosno, članovi tima su:
Mikihisa Asakura (“Mikihiša”)
Mikihisa Asakura (麻倉幹久, Asakura Mikihisa), odnosno Mikihiša u našoj sinhronizaciji prve adaptacije anime serije, je Joov otuđeni otac, asketski šaman i špijun Asakusa porodice. Jo priznaje da nije blizak sa svojim ocem, čak mu je kao mali ukrao slušalice u nadi da će ih muzika zbližiti. Osim ljubavi prema pevaču Bobu, Jo je nasledio bezbrižnu narav od svog oca. Pre nego što je postao šaman, Mikihisa, zvani Maki je bio nezaposleni muzičar koji je zajedno sa svojim bendom živeo u malom stanu. Upoznao je Keiko Asakuru dok je svirao na železničkoj stanici. Zamolila ga je da joj odsvira pesmu jer ju je dečko ostavio zato što može da vidi duhove. Pošto Asakura loza nije imala muškog naslednika sa Keikine strane, Mikihisa je prihvatio njeno prezime. Kada je Keiko saznala da će roditi blizance, od kojih će jedan da bude Haova reinkarnacija, Mikihisa, Jomei i ona nerado odlučuju da ubiju oba deteta. Međutim, Haa je spasio Duh vatre i usput ostavio Mikihisi gadnu opekotinu na licu, zbog čega kroz celu seriju nosi masku. Misleći da je Hao pobegao jer nije bio dovoljno jak da ga zaustavi, Mikihisa je počeo danonoćno da trenira i usput proputovao svet. Na jednom od putovanja je upoznao Tamao Tamamuru i doveo je natrag u Izumo gde je postala njegova šegrtkinja. Tokom Šamanske borbe, uči Renov tim o Ultra Senđi Rjakecuu i tehnici Fumon Tonko (“šamansko proročanstvo”). Iako je njegov tim dospeo u prvih šest, Mikihisa je povukao Kabalere iz takmičenja. U prvoj adaptaciji anime serije je imao sličnu ulogu, samo što nije učestvovao u Šamanskoj borbi. Njegovi duhovi su lisica Imari i rakunopas Šigaraki koji su mnogo jači od Ponćija i Konćija. U mangi se takođe pominje da je umro tako što ga je udario auto i da Keiko odbija da ga vrati u život jer je ljuta na njega.
Redseb (“Ludsev”) i Sejram (“Salerm”) Muncer
Redseb (ルドセブ・ミュンツァー, Rudosebu Myuntsā) i Sejram (セイラーム・ミュンツァー, Seirāmu Myuntsā) Muncer, odnosno Ludsev i Salerm u engleskom prevodu mange, su deca dr Kamela Muncera koga je ubio Čokolav Makdonel. Redseb je veoma vatren, dok je njegova mlađa sestra povučena i nikada ne priča. Misleći da je Sejram postala takva jer im je otac ubijen i da će se oporaviti kada se reše njegovog ubice, Redseb odlučuje da učestvuje u Šamanskoj borbi. Kao medijum koriste Golema, ogromnog robota koji je napravio njihov otac i o kome se veoma malo zna. Kasnije se saznaje da je Kamel zaposeo Sejram i da zato ima dovoljno Furjokua da kontroliše Golema. Veruje se da joj je drugi duh njihova majka i da je od nje napravljen Golem, a za Redseba se ne zna šta mu je duh. I on i Sejram ginu pokušavajući da ubiju Haa dok se pripajao sa Velikom dušom, ali su kasnije vraćeni u život. U nastavku, odnosno Shaman King: Flowers-u rade u cvećari i veoma su bliski sa Joovim i Aninim sinom, Hanom. Takođe, u nastavcima, deo su tima JVS. U prvoj adaptaciji anime serije imaju veoma malu ulogu, štaviše ne pričaju nego se samo vide u pozadini.

### Tim Najls
Tim Najls (ナイルズ, Nairuzu), odnosno tim sa Nila, potiče iz Egipta i koristi se drevnim egipatskim moćima. Tokom borbe sa timom X-I, Lizergu je narađeno da ubije tim Najls, ali on okleva, dajući priliku vođi tima da ih napadne sa svim što ima. Nemajući drugu opciju, gvozdena lejdi Džejn ih ubija. Imali su istu ulogu u anime seriji, a u Shaman King: Flowers-u se na kratko pojavljuju njihovi potomci. Članovi ovog tima bili su:
Anatel Poki
Anatel Poki (アナテル・ポッキ, Anateru Pokki) je bio vođa tima Najls i brat blizanac Anahola koji se nakon što je Anatel ubijen pridružio Hau. Osim što je bio moćan egipatski šaman, Anatel je bio visoki državni službenik i sin milionera. Tokom borbe je nosio pogrebnu masku sličnu Tutankamonovoj, a za duhove je koristio robove.
Kefren Pulđiz
Kefren Pulđiz (カフラー・プリツ, Kafure Purujizu) je bio Anatelov prijatelj i drugi član tima Najls. Za vreme borbe je nosio masku Anubisa, a njegov duh je bila mumija zvana Kitka. Doduše, Lizerg je uništio njen sarkofag pre nego što smo stigli da je vidimo.
Nakt Pitra
Nakt Pitra (ナクト・ピトラ, Nakuto Pitora) je takođe bio Anatelov prijatelj i turistički agent. Za vreme borbe je nosio piramidu sa okom na glavi, a njegov duh je bio skarabej.

### Tim Ajsmen
Tim Ajsmen (アイスメン, Aisumen) potiče iz severne Evrope. Prvi protivnici tokom Šamanske borbe su im bili Jo, Rju i Faust, odnosno tim Funbari banja. Joovo samopouzdanje ih je na početku uzdrmalo i iznerviralo, ali nakon što su izgubili, postali su prijatelji, pogotovo sa Horohorom koji isto potiče sa hladnog severa. Imaju sličnu ulogu u prvoj anime seriji. Ovaj tim čine:
Pino Grejam
Pino Grejam (ピノ・グレアム, Pino Gureamu) je vođa Ajsmena i irski druid koga je otac naučio tehnike boginje Danu. Njegov duh je boginja Badba koja ima moć zaleđivađa.
Zrija Gagarik
Zrija Gagarik (ゾリャー・ガガーリク, Zoryaa Gagaariku) je šaman iz Rusije na kojoj su vršeni eksperimenti za vreme Sovjetskog Saveza. Ona u stvari nema ime, a verovatno je nazvana Zrija po ruskoj boginji Zori. Njen duh je Vođanoj, biće iz slovenske mitologije. Često napada u kombinaciji sa Pinom tako što on zaledi njene vodene napade.
Tona Papik Kadimahid
Tona Papik Kadimahid (トナ・パピク・カジマヒデ, Tona Babiku Kajimahide) je šaman sa Islanda i potomak vikinga. Njegov duh je vikinški ratnik zvani Det pomoću koga stvara veliki brod.

### Tim Lili Petorka
Tim Lili Petorka (リリーファイーブ, Riri Faibu, engl. Team Lily Five) se pojavljuje samo u prvoj adaptaciji anime serije i igrici Shaman King: Master of Spirits 2, a čine ga pet ženskih šamana. Iako su napale Joovu družinu dok su tražili selo Pač, pri kraju serije postaju njihovi prijatelji i Jo ih odvlači od ideje da se bore protiv Haa. Ovaj tim čine:
Šarona
Šarona (シャローナ, Jarōna) je, da kažemo, vođa tima i jedini član čije se ime ne završava sa –li. Pre nego što je odlučila da se priključi Šamanskoj borbi, čuvala je jedno dete koje ju je zamrzelo zbog njenih moći. Želi da postane Kraljica šamana zbog čega se često svađa sa Anom. Iako se ponaša dramatično, domišljata je. Kao medijum koristi muštiklu, a njen duh se zove Enra-Enra, odnosno Enla.
Mili
Mili (ミリー, Mirī) je najmlađi član tima i uglavnom se druži sa Eli. U stvari, njih dve su prvi članovi Lili Petorke koje upoznajemo. Pokušale su da smaknu Joa pre nego što se borio sa Renom u trećoj preliminarnoj rundi. Bile su i u borbi sa Borisom. Mili je takođe zacopana u Lizerga. Kao medijum koristi praćku, a duh joj se zove Onibi-Onibi. Majka ju je napustila kada je saznala da ima šamanske moći.
Eli
Eli (エリー, Erī) je tinejdžerka koju je dečko ostavio nakon što je saznao da ima šamanske moći. Ponaša se površno, ali joj je stalo do njenih prijatelja, pogotovo Mili. Kao medijum koristi svoje nalakirane nokte, a njen duh je Kamaitaći, biće nalik lasici iz japanske mitologije.
Lili
Lili (リリィ, Riry) je navigator tima. Vršnjaci su je maltretirali kada su saznali za njene moći, pa je zato veoma povučena. Retko priča, a kada progovori, ruga se Eli i Mili. Kao medijum koristi svoje naočare, a njen duh je hrčak Roborovskog zvani Đangurian, odnosno Đangalian.
Sali
Sali (サリー, Sarī) je fizički najjači član koju su kolege prozvale zaposednutom kada su saznale za njene moći. Retko priča, ali kada progovori, veoma je vatrena. Kao medijum koristi prstenje, a njen duh se zove Korogaši.

### Tim Enseiot (“tim Spartak”)
Tim Enseiot (エンセイオス, Enseiosu), odnosno tim Spartak u srpskoj i engleskoj sinhronizaciji prve adaptacije anime serije, je tim iz Grčke koji ima sposobnost da prenosi Furjoku. Ne pojavljuje se u mangi. Pobedili tim LCT, ali su izgubili protiv Funbari banje. Ovaj tim čine:
Melos
Melos (メロス, Merosu) je sin Maje i Adosa. Njegov duh zauzima oblik luka i strele koje Melos prenosi na očevog Golema. Nakon što mu roditelji kolapsiraju tokom borbe sa Funbari banjom, Faust mu obećava da će im pomoći.
Maja
Maja (マイア, Maia) je Meloseva majka. Upoznajemo je kada se ispred Fausta i Mortija onesvesti jer je iscrpljena od prenošenja Furjokua. Njen duh je boginja zemlje koji se pretvara u štit i kači za Adosevog Golema.
Ados
Ados (アドス, Adosu) je Melosev otac. Njegov duh je zemljani Golem na kog se kače Melosev i Majin Oversoul. Međutim, tokom borbe sa Funbari banjom, njegovo telo ne može da podnese njihov Furjoku i, zajedno sa Majom, kolapsira.

### Tim Dairedo (“tim Dijaredo”)
Tim Dairedo (ダイレード, Dairēdo), odnosno tim Dijaredo kod nas, u stvari je jednočlani tim koji se samo pojavljuje u prvoj adaptaciji anime serije. Čini ga samo gospa Njorai (ニョライ, Nyorai) i njena tri duha koje koristi kao članove. Njorai ima moć da manipuliše tamom u ljudskim srcima. Nihrom je njen veran pristalica i tvrdi da je izlečila njegovu mržnju prema Renu koji mu je ubio brata. U borbi protiv tima Ren, Njorai manipuliše Renovim i Horohorovim srcem, ali Čokolav uspeva da je savlada. Nakon što selo Pač sazna da tim Njorai zapravo nema tim, diskvalifikuju je. Njeni duhovi nemaju imena, ali su bazirani na likovima iz “Putovanja na Zapad,” autora Vua Čengena.

### Tim Sabat (“tim Propast”)
Tim Sabat (サバス, Sabasu), odnosno tim Propast u našoj i engleskoj sinhronizaciji prve adaptacije anime serije, je grupa bazirana na bendu Blek Sabat i takođe se ne pojavljuje u mangi. Čine ga:
Roni
Roni (ロニー, Ronī) je vođa tima Sabat, baziran na pevaču Roniju Džejmsu Diju. Upoznajemo ga kada na trgu sela Pač besedi o kraju sveta. Horohoro, koji čuje glas svoje sestre među ljudima koji su se okupili oko Ronija, mu govori da priča gluposti. Roni mu objašnjava da će se svet ujediniti samo kada bude imao zajedničkog neprijatelja, i da Kralj šamana treba da bude taj neprijatelj. Govori mu da on, kao dete, ne može to da podnese i da treba da se povuče iz Šamanske borbe. Horohoro odvlači svoju sestru, ali Ronijev tim nastavlja da mu popuje kad god naleti na njega. Tenzija se nastavlja kada Horohorov tim i tim Sabat završe u meču. Roni odvlači Horohoroa u svoj Oversul gde ga Horohoro pobeđuje i time mu dokazuje da godine nisu važne, da svako može da postane Kralj šamana. Roni koristi Bibliju kao medijum, a njegov duh je bela zmija zvana Vajtsnejk. U engleskoj i našoj verziji Ronijev govor je malo drugačiji. Priča o predskazanju u kome će zlo pobediti i vladati svetom, kao i da će “plavi dečak sa severa” izgubiti.
Aijomi
Aijomi (あいよみ, Aiyomi) je baziran na osnivaču i gitaristi benda Blek Sabat, “Toniju” Ajomiju. Kao medijum koristi gitaru marke Gibson SG, a duh mu je svinja zvana Big Pig.
Oz
Oz (オズ, Ozu), odnosno Ođi, baziran je na “Oziju” Ozbornu. Kao medijum koristi lutkicu na ogrlici, a duh mu se zove Rouz.

### Tim Arabijan (“tim Partija”)
Tim Arabijan (アラビアン, Arabian), odnosno tim Partija u našoj i engleskoj sinhronizaciji prve adaptacije anime serije, je tim sa Arabijskog/Arapskog polustrova koji se takođe ne pojavljuje u mangi. Čine ga:
Halun
Halun (ハルーン, Harūn) je vođa tima Arabijan i Anisin verenik. On je strog čovek koji udara Anis kada je vidi da priča sa Rjuom. Veruje da moderni svet, koji ima sve, nikada nije zadovoljan i uništava prirodu svojom pohlepom. Kao medijum koristi pesak iz svoje lampe, a duh mu izgleda kao tradicionalni Džin.
Anis
Anis (アニス, Anisu) je Halunova verenica i zbog načina na koji je on tretira, želi da svi na svetu budu slobodni. Halun postaje bolji prema njoj nakon što ga Rju pobedi. Anis nije borilački tip, ali ima arabijskog oriksa kao duha.
Kijane
Kijane (キラーネ, Kirāne) je najmisteriozniji član tima. Zamotana je sve do kraja epizode i ne priča. Koristi mač kao medijum, a duh joj je skarabej.

### Tim Noroši (“tim Doši Sile”)
Tim Noroši, odnosno tim Doši Sile u našoj i engleskoj sinhronizaciji prve adaptacije anime serije, se takođe ne pojavljuje u mangi. Čine ga:
Džini Tao
Džini Tao (道 幻陰 (ゲイン), Tao Ginny, kin. Dào Gein / Gein Dao) je Renova i Đunova rođaka koja se samo pojavljuje u prvoj adaptaciji anime serije. Prvi put se pojavljuje nakon što je Tao porodica pošalje da osveti Rena i Đun koje je Jo porazio na početku anime serije. Nakon što i nju Jo porazi, Džini se ne pojavljuje sve do Šamanske borbe kada izaziva Rena na meč. Govori mu da više nije glava porodice i da je izdajnik. Nakon što je Ren porazi i pokaže joj Gromovni mač koji je dobio od oca kao naslednik Tao poroice, Džinina mržnja se povlači. Njen duh je ženski nindža koji se zove Jugaj (幽骸, Yūgai). Takođe se pojavljuje u igrici .
Kjo Tao
Kjo Tao (道 鏡 (キョウ), Tao Kyou, kin. Dào Kyou / Kjo Dao) je Džinin mlađi brat. Iako dete, u borbi protiv Li Pajrona je pokazao koliko zapravo može da bude moćan. Mada, ima i nežniju stranu. Renovim prijateljima je kroz suze govorio koliko je služenje Tao porodice uništilo njegovu sestru Džini. Ali pošto je dete, često pravi šeme sa svojom mlađom sestrom, Somei. Njegov duh se zove Džeki (ジャッキー, Jakkī).
Somei Tao
Somei Tao (道 黎冥 (ソウメイ), Tao Soumei, kin. Dào Soumei / Somei Dao) je Džinina i Kjoova mlađa sestra. Ista je kao njen brat, moćna u borbi, ali i nežna. Njen duh se zove Gurai (グライ, Gurai).

### Tim Fudomjo
Tim Fudomjo nije tehnički učestvao u Šamanskoj borbi, nego je došao u selo Pač kako bi uhvatio duhove. Pojavljuje se samo u prvoj adaptaciji anime serije, ali je po budističkoj simbolici sličan Gandarama iz mange. Ovaj tim činili su:
Fudo
Fudo (不動, Fudō), vođa tima Fudomjo, koji je mnogo puta bio zaposednut duhovima i zbog toga ih je mrzeo, tvrdeći da duhovi kontrolišu ljude. Naterao je Mosukea da zaposedne Mantu kako bi namamio Amidamarua. Njegov duh je Anđeo vatre, ali uprkos tome, Hao ga ubija.
Niko
Niko (ニッコー, Nikkō) je bio najstariji član tima. Njegov duh se zvao Santaka Dođi, a ubio ga je Mohamed Tabarsi.
Geko
Geko (月光, Gekkō) je bila treći član tima Fudomjo. Njen duh se zvao Kongara Dođi. Ubio ju je Hang Cang-Čing.

### Tim Okeanova Trojka
Tim Okeanova Trojka (オーシャン・スリー, Ōshan Surī, engl. Ocean Three / Ocean’s Three) je tim koji se pojavljuje samo pojavljuje u prvoj adaptaciji anime serije. Čine ga Crveni Okean i njegov duh kornjače, Žuti Okean i njegov duh orla i Plavi Okean i njegov duh ribe. Izgubili su u borbi protiv Joovog tima.

### Tim LCT (“tim Ludnica”)
Tim LCT, odnosno tim Ludnica u našoj i engleskoj sinhronizaciji, samo se pojavljuje u prvoj adaptaciji anime seriji, i to u borbi protiv tima Enseiot, odnosno Spartak. Nazvali su tim po engleskim rečima za svoje medijume (ladder/merdevine, chair/stolica, table/sto). Članovi tima su bazirani na profesionalnim rvačima Edžu, Bubiju Reju Dudliju i Metu Hardiju.

### Tim T-Prodakšn
Tim T-Prodakšn (T生産, T Seisan, srp. T-Produkcija) se pojavljuje i u mangi i animeu, s tim da u prvoj adaptaciji anime serije nije imenovan. Tim čine Bukila-T (kog je Takei bazirao na sebi), Kajzer-T (koji je baziran na Takeijevom asistentu, Jusukeu Takajami) i Mirakl-T (koji je baziran na Joiđiru Tanabeu, Takeijevom drugom asistentu). U mangi se bore protiv tima Hana-Gumi, i T-Kajzer, koji je uživao što ga devojke biju, gine. U prvoj adaptaciji anime serije, sva trojica ginu u borbi protiv Haovog tima, Hoši-Gumi.

### Tim Magične Princeze
Tim Magične Princeze (マジカルプリンセス, Majikaru Purinsesu, engl. team Magical Princesses) se ne pojavljuje u prvoj adaptaciji anime serije i činile su ga tri stare veštice, Merlin, Litl Red (što bi u prevodu značilo “Mala Crvena” ) i Samanta. Njihovi duhovi su se zvali Belzebub, Tara i Asmodej. Izgubili su u borbi protiv tima Hana-Gumi.

### Tim Kauboji
O timu Kauboji (engl. team Cowboys) se ne zna puno. Izgubili su u borbi protiv Gandarinog tima Deva. Članovi su nazvani Džoni, Džej i Džimi u čast Džesi Džejmsa. Talim je zadužen za njih. Ne pojavljuju se u prvoj adaptaciji anime serije, ali ime njihovog tima se može videti na listi u 52. epizodi.

### Tim Haiti 800
Tim Haiti (ハイチエイトハンドレッド, Haichi Eito Handoreddo) čine Datura, Minder i Čikori koji potiču sa Haitija. Ne zna se mnogo o njima, samo da mogu da oživljavaju zombije i da su izgubili protiv Gandarinog tima Njorai. Kao i Kauboji, ne pojavljuju se u prvoj adaptaciji anime serije ali se njihovo ime može videti na listi u 52. epizodi.

### Tim Marijači
Tim Marijači se samo pojavljuje u mangi. Mikihisa ih je olako pobedio, i oni su od srama odlučili da napuste ostrvo na kome se održavala Šamanska borba. Čine ga Burbon (バーボン, Bābon), Ramo (ラモー, Ramō) i Friš (フリッシュ, Furissu). Njihovi duhovi se zovu Mekjuen, Kars i Triplkik.

### Tim Naska
Tim Naska (engl. team Nazca) se samo pojavljuje u mangi. Trebalo je da se bore protiv Gandarinog tima Deva, pa protiv Džejninog tima X-I, ali su se povukli. Tim čine Ruso, Potosi i Kito. Imena su dobili po gradovima u Južnoj Americi.

## Sporedni likovi - FoM turnir
U nastavcima serijala “Kralja šamana,” Shaman King: Flowers-u i Shaman King: The Super Star-u, koji se dešavaju nakon Šamanskog turnira/borbe, priča se vrti oko druge vrste borbe, Flower of Maize turnira (skraćeno kao FoM). Naime, ako se tri od osam prethodnih Kralja šamana ne složi sa odlukom ili odlukama trenutnog Kralja šamana (Haom u ovom slučaju) dolazi do borbe poznate kao Flower of Maize. Pošto bi borba među bogovima uništila Zemlju, svaki Kralj bira tim šamana koji će se boriti u njegovo ili njeno ime. Svaki tim treba da ima pet članova; jednog vođu i četiri kapetana. S tim da vođa može da izabere još dva savetnika, a kapetan još tri ratnika. Savetnici i ratnici mogu da se menjaju tokom turnira, ali originalnih pet članova ne mogu da se menjaju nakon što turnir počne. U slučaju da poginu, zabranjeno ih je oživljavati. Pobednici turnira imaju pravo na jednu želju od Kralja šamana. Trenutno su nam poznata dva tima:

### Tim Hao
Kao što samo ime kaže, tim Hao (チームハオ, Chīmu Hao) predstavlja trenutnog Kralja šamana, Haa Asakuru u FoM turniru. Osim Hane Asakure koji je vođa tima i Alumi Niumbirč, ovaj tim čine:
Johane Asakura
Johane Asakura (麻倉 葉羽, Asakura Yōhane) je sin Jokja Asakure i mlađi brat Luke Asakure. Kao naslednik Haove strane Asakura porodice, od njega se očekuje da smakne Haninu porodicu. Iako sposoban šaman, bolešljiv je. U stvari, povučen je i potpuno pogubljen kada su mnoge stvari u pitanju. Nakon što mu otac dopusti da se upiše u Šinra privatnu školu, istu školu kao Hana, njih dvojica brzo postaju prijatelji. Johane koristi kišobran kao medijum, a njegov duh je samuraj zvan Oboro Daikjo (朧 大凶, Oboro Daikyō), kao i misteriozni duh kog deli sa sestrom i kog je dobio od oca.
Gako Ibuki
Gako Ibuki (伊吹学校, Ibuki Gakkō) je član tima Hao i vođa anti-oni divizije, odnosno grupe koja suzbija Hanine onije. Jedinstvenog je izgleda. Ima crveno-plavu kosu i uglavnom nosi trenerku marke “Vavilon”. Želi da postane najjači čovek na svetu i često ga zbog ličnosti porede sa Horohorom. Njegov duh je Namaha (ナマハ, Namaha), devojčica koja se uoči borbe pretvori u demona kog zove Nama-Hage.
Men Tao
Men Tao (道黽, jap. Tao Men, kin. Dào Mǐn / Min Dao) je sin Rena i gvozdene lejdi Džejn. Iako ima srebrnu kosu i crvene oči na majku, po ličnosti je isti Ren. Arogantan je i ponosan, ali poštuje želju svojih roditelja da ne ubija. Ima samo sedam godina, ali je zbog majčinog ubistva morao brzo da odraste. Njegov glavni cilj je da otkrije ko ju je ubio. Ima dva duha, Basona i Šamaša koje je dobio od roditelja. Za Basona koristi basonto, vrstu guan doa, kao medijum, a za Šamaša kofer.

### Tim Jabisu/tim JVS
Tim Jabisu (ヤービス組, Yābisu Team), odnosno tim JVS, predstavlja prethodnog kralja, JVS-a, odnosno Jahabea/Jabisua u FoM turniru. Pobedio je na prethodnom Šamanskom turniru gde je i upoznao Haa. On mu se najviše i protivi, tvrdeći da je kapitalistički svet koji je on stvorio već bio utopija, i da Hao ne treba da ga menja. Njegova lobanja se još uvek nalazi na izgubljenom ostrvu Mu. Tokom mange se pojavljuje kao mala piramida sa nogama, rukama i jednim okom, ali to mu je verovatno Oversoul. Osim Redseba i Sejram Muncer, ovaj tim trenutno samo čine:
Josuke Kamogava
Josuke Kamogava (鴨川 羊介, Kamogawa Yōsuke) je vođa tima JVS i glavni antagonista u Shaman King nastavcima. U dodatnoj priči (one-shot) zvanoj “Jahabe” saznajemo da je Josuke upoznao JVS-a kada je pokušao da se baci sa Tokijskog tornja nakon što je izgubio u kartaškom turniru. JVS se tad pojavljuje i nudi mu kartu koja može da vrati vreme. Josuke mu daje svojih poslednjih 500 jena u zamenu za kartu i baca se sa tornja. Budi se u svom krevetu i primećuje da se vratio dan unazad i da može opet da učestvuje u kartaškom turniru. Odlazi sa JVS-om na turnir i pobeđuje u prvoj rundi, ali ga zaustavljaju “oni,” odnosno tajna organizacija koja je stvorila JVS-a i od koje je JVS pobegao. Njih dvojica uspevaju da ih pobede i postaju nerazdvojivi. U glavnoj priči, Josuke, koji je Hanino godište ali izgleda mnogo starije zbog karata koje je dobio od JVS-a, uporno prati i napada Hanu. Krade mu Amidamarua, i nakon što Hana završi u paklu, prati ga i tamo. Josuke se takođe pojavljuje u Shaman King: Red Crimson-u gde pomaže Hun-Hun, članu klana Dung, da se reši porodice Tao.
Blek Mejden
Blek Mejden (ブラックメイデン, Burakku Meiden) je mlada devojka koja želi da postane nova lejdi, odnosno mejden Džejn. Dok su Ren i Men bili na putovanju, Josuke i Blek odlaze kod Džejn sa namerom da je ubiju. Blek, kojoj je naređeno da je upuca, okleva, a Džejn joj govori da ne kalja svoje čiste ruke krvlju. Štaviše, okreće Šamaša na sebe, govoreći da, ako već mora da umre, ogrešiće sopstvenu dušu, a ne tuđu. Međutim, Josuke zaustavlja vreme pomoću JVS-ove karte i pritiska okidač, tako da, kada se vreme odmrzne, metak ubije Džejn pre Šamaša. Josuke onda usađuje u Blek da je ona ta koja je ubila Džejn. Blek potom krade jednu od bodlji iz Gvozdene lejdi i koristi je kao medijum za svog novog duha, Menovu majku, Džejn.
Hun-Hun Dung
Hun-Hun Dung je lik iz Shaman King: Red Crimson-a i The Super Star-a. Hun-Hun je član Dung klana koji je Tao porodica proterala. Kao i Ren na početku mange, Hun-Hun je nemilosrdna i puna besa. Njen duh je Singtjen, legendarno kinesko božanstvo. Tokom mange upoznajemo i ostalu Dung rodbinu. Tu su: Den-Hun (najstariji brat, njegov duh je duh juga, Ju Ši), Dei-Hun (srednji brat, njegov duh je duh severa, Šen Fu), Jun-Hun (najmlađi brat, njegov duh je duh zapada, Pai Fu. Upoznaje Hun-Hun sa Josukeom, vođom tima JVS) i Ša-Hun (najstarija sestra, njen duh je duh istoka, Ćinžun).

## Porodice

### Porodica Asakura
Porodica Asakura je moćna šamanska porodica iz Japana. Osim Joa Asakure, Ane Kjojame, Haa Asakure, Mikihise Asakure, Hane Asakure, Alumi Niumbirč, Johanea Asakure i Redseba i Sejram Muncer (koji su usvojeni u porodicu), za koje smo već dali detaljne opise, Asakura porodicu čine:
Jomei Asakura
Jomei Asakura (麻倉葉明, Asakura Yōmei) je Joov deda sa majčine strane. Stručnjak je za proricanje i egzorcizam, a kao duhove koristi male šikigamije koji za medijum koriste lišće. Iako malo ljudi veruje u duhove i proricanja u modernom dobu, Jomeija često zapošljavaju bogataši koji žele da im se gata. U slobodno vreme koristi svoje šikigamije za manje posliće kao što su držanje novina i dodavanje stvari kada ga mrzi da ustane. Kada je predvideo da će jedan od njegovih unuka biti Haova reinkarnacija, nerado odlučuje da ubije oba deteta. Međutim, on okleva i Haa spašava Duh vatre. Uprkos tome, Asakura porodica je srećna što je barem Jo preživeo, verujući da će on moći da zaustavi svog brata blizanca. U tu svrhu, Jomei trenira lenjong i tvrdoglavog Joa da postane Kralj šamana. Nakon što Jo izgubi od Fausta i vrati se u Izumo, Jomei ga šalje u pećinu u koju ni svetlo ne dopire da bi povećao svoj Furjoku. Pred put u Ameriku, daje mu paket sa Fucunomitama mačem i šalje Anu da ga nauči Ultra Senđi Rjakecuom. Pri kraju animea i mange Kino i on odlaze na mesto gde se održava Šamanska borba. U mangi mu se pridružuju Keiko, duh Jokena Asakure i Tao porodica sa kojom većaju kako da poraze Haa.
Kino Asakura
Kino Asakura (麻倉木乃, Asakura Kino) je Joova baba sa majčine strane i Anin mentor. Kino, kao i Ana, je itako. Izgubila je svoj vid za vreme Drugog svetskog rata, ali je uspela da se probije kroz svet kao moćni medijum i uda za Jomeija. Većinu svog vremena provodi blizu planine Osore gde je našla Anu i gde podučava svoje šegrte. Ona je prva osoba kojoj je Ana verovala. Uvidevši Aninu često strašnu moć, Kino ju je učila da je kontroliše i predložila je da se veri za Joa koji ju je na kraju oslobodio moći čitanja misli. Kino, kao i Ana, je veoma stroga, pogotovo prema svom mužu.
Keiko Asakura
Keiko Asakura (麻倉 茎子, Asakura Keiko) je Joova majka, odnosno Mikihisina žena. Kao i njen otac, ima sposobnost proricanja. Ona je takođe miko, što je jedna vrsta šamana, odnosno sveštenica u modernom dobu. Kada se preselila u Tokio, živela je u gostionici koju joj je Jomei kupio i u kojoj Jo i Ana žive u glavnoj priči. Upoznala je Mikihisu na železničkoj stanici kada ga je zamolila da joj odsvira nešto jer ju je dečko ostavio. Kada je saznala da će jedno njeno dete biti Haova reinkarnacija, bila je jaka i prihvatila Jomeijev predlog da ubiju oba deteta. Iako taj plan nije uspeo, bila je srećna što je Jo preživeo i nadala se da će on jednog dana moći da zaustavi Haa. Međutim, nakon što je prorekla da će Hao pobediti u Šamanskoj borbi, Keiko odlazi do porodice Tao. Kasnije je zajedno sa svojim roditeljima otišla na ostrvo gde se održavala Šamanska borba.
Joken Asakura
Joken Asakura (麻倉 葉賢, Asakura Yōken) je Joov predak od pre petsto godina i osoba koja je porazila Haa kada se reinkarnisao kao Pačevac. Njegov duh je bila dvorepa mačka Matamune koja je kasnije postala Joov prvi duh i pomogla mu da spasi Anu. Jo upoznaje Jokena u paklu. Pun kajanja i ponosa što je uspeo da porazi Haa, Joken napada Joa ne znajući da mu je on potomak. U stvari, nije bio ni svestan da je prošlo petsto godina otkako je umro. Smiruje se nakon što ga Jo porazi i priča mu kakve su Asakure bile kada je on bio živ. Takođe se pojavljuje kao duh na sastanku sa Tao porodicom i na samom kraju mange, ali ne i prvoj adaptaciji anime serije.
Tamao Tamamura (“Tamara”)
Tamao Tamamaura  (玉村 たまお, Tamamura Tamao), odnosno Tamara, nije tehnički Asakura, ali je deo njihove porodice u svakom smislu. Izgubila je roditelje kao mala, pa ju je Joov otac, Mikihisa, uzeo za šegrtkinju i doveo u Izumo. Na početku serije ima 11 godina i toliko je povučena da komunicira pomoću svog bloka. Kao medijum koristi kokuri tablu, što je nešto nalik vidža tabli, a njeni duhovi su rakunopas, Ponći i lisica, Konći koji je stalno maltretiraju. Osim što je šaman, ima sposobnost proricanja. Priznaje Manti da je zaljubnjena u Joa, ali zna da je Ana mnogo bolja za njega. U nastavku mange, odnosno u Shaman King: Flowers-u, radi kao menadžer u Funbari banji i čuva Hanu dok mu roditelji putuju. U nastavku je takođe mnogo strožija, možda čak i više nego Ana i koristi se Dai Tenguom, jednom od Jokenovih duhova. Hana više puta komentariše kako je Tamao strašna.
Asanoha Dođi
Asanoha Dođi (麻ノ葉童子, Douji Asanoha) je bila majka Asahe Dođija, odnosno Haa Asakure. Imala je sposobnost da priča sa duhovima zbog čega su mnogi u njenom selu mislili da je prevrtljiva lisica, odnosno demon, pa su poslali monaha Densena Hošija da je spali. Nakon što je umrla, Hao je postao poznat kao “demonsko dete” ili “sin lisice” i bio odbačen. Krivio je ceo ljudski rod za majčinu smrt i zakleo se da će ih sve ubiti. Na kraju mange, kada je Hao postao Kralj šamana, Asanoha se pojavljuje kao duh i lupa mu šamar. Izvinjava se ostalima sa sinovljevo ponašanje, govoreći mu da su sreća, tuga i bol deo života i da kao kralj treba da voli svoj narod. Hao nakon toga popušta i vraća ostale takmičare u život, govoreći Jou da zna da se svet ne može promeniti, ali da će mu dati priliku da pokuša. Saznajemo i da je Ana veoma slična Asanohi, i po izgledu i po ličnosti, i da je zato Hao bio fasciniran njom. Ne pojavljuje se u prvoj adaptaciji anime serije.
Jokjo Asakura
Jokjo Asakura (麻倉葉虚, Asakura Yōkyo) je glava grane Asakura porodice koja veruje da je direktan Haov potomak, i da je stoga Joova strana porodice inferiorna. On je takođe Lukin i Johaneov otac, koji se zajedno sa njim prvi put pojavljuje u Shaman King: Flowers-u. Hana prvi put upoznaje ovu stranu porodice kada ga Johane napadne na Amidamaruovom groblju. Jokjo nije dopuštao svojoj deci da idu u školu i ceo život ih je učio da je druga grana Asakura porodice zla i da treba da nestane. Upisuje ih u školu tek nakon što ga Tamao natera da sklope mir do početka Flower of Maize turnira. Ne zna se šta koristi kao medijum, ali duh mu se zove Điong (祇園傀, Giongu).
Luka Asakura
Luka Asakura (麻倉路菓, Asakura Ruka) je Jokjova ćerka i Johaneova starija sestra. Ceo život je učena da treba da se postara da Johane izvrši svoju dužnost. Nakon što Johane izgubi od Hane na groblju, njih dvoje ga napadaju u Funbari gostionici. Umalo pobeđuju, ali Alumi, Hanina verenica ih zaustavlja. Međutim, Luka ne staje tu. Nakon što upiše Banšo privatnu školu i upozna Rjuđija (obožavatelja legendarnog Rjua “Drvenog mača”), nagovara ga da joj pomogne da prebije Hanu. Napadaju ga u tržnom centru dok se druži sa Johaneom. Luka im otkriva da je zarobila Amidamarua i Obora i umalo ubija Hanu. Međutim, oniji koje je Hao usadio u njega se aktiviraju. Nemilosrdno napadaju sve oko sebe sve dok ih Alumi ne suzbije. U svom tom haosu, Josuke iz tima JVS krade Amidamarua, a Luka i Johane odlaze u Funbari gostionicu da se izvine Haninoj porodici. Luka koristi zvezdani štapić kao medijum a njeni duhovi su par pasa zvanih Šinden i Raiden (震電 & 雷電, Shinden & Raiden), kao i misteriozni duh kog deli sa bratom i kog je dobila od oca.

### Porodica Tao
Porodica Tao je moćna šamanska porodica iz Kine koja je dugo vremena služila svoju državu, ali je proterana kada su ljudi počeli da se plaše natprirodnog. Osim Rena Tao, gvozdene lejdi Džejn, Džini Tao, Kjoa Tao, Somei Tao i Mena Tao, za koje smo već dali detaljne opise, Tao porodicu čine:
Đun Tao (“Džun”)
Đun Tao (道 潤, タオ ジュン, jap. Tao Jun, kin. Dào Rùn / Žuen Dao), odnosno Džun Tao kod nas, je Renova starija sestra i daoši, odnosno taoistička sveštenica koja može da kontroliše leševe. Iako odana svojoj porodici, spremna je da im se suprotstavi ako će tako pomoći svom bratu. Zna kroz šta je sve prošao i najaradije bi da mu pomogne da se reši mržnje koju mu je usadio njihov otac, En Tao. Đun u borbi koristi đangšije, odnosno vrstu kineskog zombija koje kontroliše pomoću talismana. Njen glavni đangši je pokojni daodan-do majstor i glumac, Li Pajron (“Li Pajlong” kod nas), koga je Tao porodica ubila. Nakon što izgubi od Joa i Pajron se oslobodi njene kontrole, Đun se vraća kući i suprotstavlja se svom ocu. En je potom baca u tamnicu i uništava Pajrona koji je odlučio da nastavi da je služi. Nakon što se Ren i ona suoče sa svojim ocem, Đun se ne pojavljuje do Šamanske borbe kada se zajedno sa Tamao bori protiv tima Hana-Gumi. Kasnije uči od gospe Sati kako da vraća ljude u život. U nastavku, odnosno Shaman King: Flowers-u, Đun radi kao potpredsednik u Renovoj kompaniji. a u dodatnoj priči, Shaman King: Red Crimson, bori se protiv klana Dung kog je Tao porodica proterala.
En Tao
En Tao (道円, jap. Tao En, kin. Dào Yúan / Juen  Dao) je Renov i Đunin otac, odnosno ujak u našoj i engleskoj sinhronizaciji prve adaptacije anime serije. Od malena trenira svoju decu da budu nemilosrdni, očekujući od Rena da postane Kralj šamana i vrati stari sjaj Tao porodice. Kada mu se Đun i Ren suprotstave, muči ih i baca u tamnicu. Toliko je nepoverljiv da, otkad ga Ren i Đun znaju, krije svoje pravo telo pomoću ogromnog Oversula. Prvi put vidimo njegovo pravo, normalno telo nakon što ga Ren, Jo i ostatak družine poraze. Kao duhove koristi predake Tao porodice, noseći njihove nadgrobne tablete na sebi. Tek nakon duge borbe prihvata da vera u druge nije slabost, da to što je Kina proterala Tao porodicu nakon vekova i vekova odanosti ne znači da će Jo i ostali izdati njegovu decu. Uvidevši da je Ren izabrao svoj put, daje mu Gromovni mač i šalje ga u Ameriku na Šamanski turnir. En se takođe pojavljuje i u Shaman King: Red Crimson-u, ali nema veliku ulogu.
Ran Tao
Ran Tao (道蘭, jap. Tao Ran, kin. Dào Lan / Lan Dao) je Đunina i Renova majka, odnosno Enova žena. Želeći najboljeg muža, izazvale je potencijalne kandidate na borbu, sa tim da će gubitnik biti pretovren u đangšija, a pobednik će ili biti poslat kući ako joj se ne svidi ili postati njen muž. En Tao je uspeo da je porazi jednim udarcem i tako joj osvojio srce. Kao moćna daoši, naučila je Đun kako da kontroliše đangšije. Iako ima malu ulogu u seriji, pojavljuje se u više navrata tokom priče; na početku kada je Ren porazio Ena, u toku turnira kada je zajedno sa Enom navijala za Rena i na kraju kada su Tao i Asakura porodica većali o Hau i roštiljali. Takođe se pojavljuje u Shaman King: Red Crimson-u gde je vidimo u njenom borbenom oklopu. Njeni đangšiji, koji se ne pojavljuju u prvoj adaptaciji anime serije, se zovu Šu (シュウ, Shū) i Kjo (京, Kyō).
Ćin Tao
Ćin Tao (道珍, jap. Tao Chin, kin. Dào Ching / Ćing Dao) je Đunin i Renov deda, i 41. glava Tao porodice. Uprkos tome, nije mu bilo teško da prihvati pomoć Asakura porodice, čak hvaleći Keiko Asakuru što im je prišla iako zna da Tao porodica lako može da iskoristi tajne Ultra Senđi Rjakecua protiv njih. Vidimo ga i na kraju mange kako veća i roštilja sa Asakura porodicom. Pojavljuje se i u Shaman King: Red Crimson-u gde upozorava Ena i Ran da njihovu decu čeka borba protiv istočnih klanova koje je Tao porodica davno proterala. Ćinov duh je tigar zvani Kjuki (キュウキ, Kyuuki), a kao medijum koristi kinesku beretu.

### Porodica Usui i pleme Ainu
Kao što je već pomenuto, Horohorovo pravo ime je Horokeu Usui, i on potiče iz ponosnog Ainu plemena koje nastaljuje Hokadio u Japanu. Njegovu porodicu čine:
Pirika Usui (“Pilika”)
Pirika Usui (碓氷ピリカ, Usui Pirika), odnosno Pilika u našoj i engleskoj sinhronizaciji prve adaptacije anime serije, je Horohorova mlađa sestra. Upoznajemo je nakon što Jo pobedi Horohoroa u prvom preliminarnom meču. Pirika je, kao i Ana, veoma stroga prema svom bratu, ali je takođe veoma osećajna. Ona je jedna od retkih koja zna za Horohoroa i Damuko. Iako se pojavljuje samo u pozadini na kraju mange, Takei je rekao da je njen duh loptica mahovine zvana Torara (トララ, Torara) koja joj je spasila život kada se kao dete umalo udavila. Navodi takođe da je Torara izuzetno stidljiv i da se zato nikada ne pojavljuje.
Likan Usui
Likan Usui (碓氷リカン, Usui Rikan) je Horhorov i Pirikin otac koji se samo pojavljuje u mangi. Od malena, učio je svoju decu da je priroda nemilosrdna i da jaki jedu slabe. Bio je protiv Horohorove i Damukine veze. Tokom Šamanske borbe, kada je Horohoro štitio tim Ajsmen od Brokena i Bila, Likan je zajedno sa Pirikom i Kalimom samo posmatrao, govoreći da neće pomoći svom sinu. Međutim, pojavio se pred Bilom i porazio ga je jednim udarcem. Kada je Mantin otac, Mansumi, doveo svoju konjicu na ostrvo gde se održavala Šamanska borba, saznajemo da je uspeo da zarobi Likana. Nakon te borbe, vidimo ga kako roštilja zajedno sa Asakurama i Tao porodicom. Njegov duh je ogroman Koropokuru zvani Gororo (ゴロロ, Gororo)
Starešina
Neimenovani starešina Ainu plemena se takođe samo pojavljuje u mangi. Kao i Likan, bio je protiv Horohorove i Damukine veze, odnosno bio je protiv njenih roditelja koji su svojom branom uništavali lokalnu prirodu. Podsećao je Horohoroa da je on vuk koji će u njihovo ime učestvovati u Šamanskoj borbi (Horokeu znači vuk na ainskom jeziku).

### Porodica Ojamada
Manta je u mangi u više navrata pomenuo koliko ne voli svoju porodicu, kritikujući njihovu površnost i zaluđenost za ugledom. U mangi i japanskoj adaptaciji anime serije poseduju imućnu kompaniju, dok u našoj i engleskoj sinhronizaciji prve adaptacije anime serije se skoro uopšte ne pominju. Osim već pomenutog Mante Ojamade, ovu porodicu čine:
Mansumi Ojamada
Mansumi Ojamada (小山田 萬純, Oyamada Mansumi) je Mantin otac. Ima isti poremećaj rasta kao svoj sin, i ima značajnu ulogu pri kraju mange. Veoma je strog i ambiciozan. Upoznajemo ga zajedno sa ostakom porodice nakon što Manta završi u bolnici zbog Fausta. Govori svom sinu da ne treba da se druži sa Joom jer je spiritualista, ali u stvari koristi Mantu da sazna sve što može o šamanima, čak šaljući porodičnog potrčka, Tamurazakija, da skuplja informacije o njima. Tokom Šamanske borbe napada šamane ali ga Joova družina i Hao poražavaju.
Keiko Ojamada
Keiko Ojamada (小山田 圭子, Oyamada Keiko) je Mantina majka koja je normalnog rasta i opteređena ugledom. Odgovara Mantu da se druži sa Joom jer bi njegov spiritualizam uništio reputaciju Ojamada porodice.
Manoko Ojamada
Manoko Ojamada (小山田 まんの子, Oyamada Mannoko) je Mantina mlađa sestra i genije za kompjutere. U prvoj i jedinoj sceni u kojoj se pojavljuje, ruga se Manti i govori Mansumiju i Keiko da stalno beži iz škole zbog Joa. Iako ima pet godina, radi u Ojamada kompaniji.
Midori Tamurazaki (“Džeri”)
Midori Tamurazaki (田村崎 緑, Tamurazaki Midori), odnosno Džeri u našoj i engleskoj sinhronizaciji prve adaptacije anime serije, u mangi je asistent Ojamada porodice, a Mantin ujak u animeu. U stvari, u prvoj adaptaciji anime serije se pojavljuje samo jednom, u 36. epizodi kada u svom avionu odbacuje Mantu i Anu do Amerike. U mangi, međutim, ima veću ulogu. Isprva se čini da mu je stalo do Mante, ali je zapravo odan njegovom ocu. Pomaže Mansumiju da sazna gde se održava Šamanska borba i ubija nekoliko Haovih pristalica. Nakon što Mansumi izgubi i završi u Aninim rukama, Tamurazaki potpuno nestaje.

### Rjuova banda (“Dedenderi”)
Pošto ne znamo ništa o Rjuovoj biološkoj porodici, njegova banda, odnosno Dedenderi u našoj i engleskoj sinhronizaciji prve adaptacije anime serije je Rjuova prva prava porodica koja se pojavljuje na početku serije. Bili su sa njim kada se prvi put borio i izgubio od Joa, kada ga je Ren napao i kada ga je Tokagero zaposeo. To je grupa koja, kao i Rju, nigde ne pripada, koja traži svoje mesto u svetu. Odani su Rjuu i istinski ga vole jer im je pomogao kada nisu imali ništa. Čak im je i nadimke dao. U Dedendere spadaju:
Masl Panč (“Magnet”)
Masl Panč (マッスルパンチ, Massurupanchi), odnosno Magnet u našoj i engleskoj sinhronizaciji prve adaptacije anime serije, je Rjuov savetnik. Ne zna se mnogo o njemu, ali je veoma odan Rjuu, čak i nakon što ga je zbog Tokageroa nožem ubo u nogu. Iako nije znao da je Rju bio zaposednut, nije odustao od njega do samog kraja. Ne pojavljuje se nakon što Šamanska borba počne, ali Rju pominje da Čokolav liči na njega. U našoj i engleskoj sinhronizaciji prve adaptacije anime serije su izbacili scenu kada Rju ubada Masl Panča.
Bal Boj (“Bi Boj”)
Bal Boj (ボールボーイ, Bōrub ōi), odnosno Bi Boj u našoj i engleskoj sinhronizaciji prve adaptacije anime serije je član Rjuove bande koji ima B.B. istetovirano na stomaku. Izgleda mnogo strašnije nego što jeste. Pomogao je Masl Panču nakon što ga je Rju ubo nožem. U mangi i japanaskoj adaptaciji prve anime serije stalno pominje svoju sujevernu babu.
Apači
Apači (アパッチ, Apacchi, engl. Apache) je pobegao od kuće i završio na ulici gde ga je Rju upoznao i ponudio mu sladoled. Jo ga je prebio kada je zaposednuti Rju naredio njemu i Spejs Šotu da ga napadnu. Od ostalih članova se razlikuje po tome što je građen kao planina i nosi tesnu, crnu majcu na bretele.
Spejs Šot
Spejs Šot (スペースショット, Supēsu Shotto, engl. Space Shot) je upoznao Rjua kada ga je na letnjem festivalu spasio od bandita. On i Apači često napadaju zajedno. Spejs Šot je karakterističan po tome što nosi crni kaput.
Blu Šato
Blu Šato (ブルーシャトー, Burū Shatō, engl. Blue Chateau) je drugi poredu najpopularniji član grupe. Rju mu je prišao na početku sedmog razreda i pričao sa njim iako je bio nov. U prvoj adaptaciji anime serije, nakon incidenta sa Tokageruom, banda odlazi da nađe devojku za Rjua. Blu uspeva da zainteresuje jednu, ali se Apače pojavljuje iza njega i uplaši je. Blu je karakterističan po tome što ima podužu plavu kosu.
Silver San
Silver San (シルヴァーサン, Shiruvā san, engl. Silver Sun) je takođe građen kao Apače, ali mu nikada ne vidimo lice.
Det Mašin
Det Mašin (デスマシーン, Desu Mashīn) je karakterističan po tome što ima podužu sedu kosu i koščatu građu.
Džank Fud
Džank Fud (ジャンクフード, Janku Fūdo) je karakterističan po tome što nikada ne skida kapuljaču, čak ni kada se kupa, pa mu retko vidimo lice. Rju mu je ponudio topao obrok kada ga je našao smrznutog i gladnog na ulici.
Fri Dej
Fri Dej (フリーデイ, Furīdei), odnosno Fridi (engl. Freedy) u engleskom prevodu je karakterističan po tome što nosi vojnički kaput i beretku koja ima slovo “F” na sebi.

### Čokolavova banda i mentor
O Čokolavovoj biološkoj porodici samo znamo da je ubijena na Božić, nakon čega se pridružio bandi zvanoj “Šaft” (シャフト, Shafuto, engl. Shaft) koja je dugo bila jedina porodica za koju je znao. Ubio je Kamela Muncera dok je bio u toj bandi, i napustio ju je kada je upoznao Oronu. Međutim, njegova bivša banda ga ubija i Čokolav napušta Njujork kako bi učestvovao u Šamanskoj borbi. Prvo ćemo navesti članove Šafta, pa objasniti Čokolavovog mentora, Oronu.
Lulu
Lulu (ルル, Ruru) je ubio Oronu. Uprkos tome, Čokolav ga ne mrzi. Zajedno sa ostatkom Šafta navija za Čokolava dok se bori protiv tima Cuki-Gumi. Redseb ga ubija zajedno sa ostakom Šafta kako bi osvetio svog oca. Kao i sama banda, Lulu se ne pojavljuje u prvoj adaptaciji anime serije. Takođe, kao i Čokolavu, u engleskoj verziji mange su mu uklonjene debele usne kako bi se izbegao blekfejs.
Lin
Lin (琳恩, Rin), zvani “Bufalo” je karakterističan po svojoj “gljiva” frizuri.
Ben
Ben (ベン, Ben), zvani “Ejs” je karakterističan po svojoj vitkoj građi i afro frizuri.
Ibu
Ibu (イブ, Ibu) je karakterističan po tome što nosi kačket.
Orona
Orona (オロナ, Orona), odnosno Olona u engleskoj sinhronizaciji prve adaptacije anime serije, bio je Čokolavov mentor i šaman iz Amazonije. Kao što je pomenuto, verovao je da smeh može da spasi svet. Iako je bio bolestan i znao da će ga Lulu ubiti, umro je sa osmehom. Pomogao je Čokolavu da izađe iz pakla i upoznao ga sa Paskalom Avafom.

### Porodica Ditel
Porodicu Ditel, odnosno Lizergovu porodicu činili su:
Lijam Ditel
Lijam Ditel (リアム ダイゼル, Riamu Daizeru) je bio Lizergov otac i poznati detektiv. Kao i Lizerg, koristio se radiestezijom i njegov duh bila je Morfin. Bio je veoma predan svom poslu i očekivao je od svog sina da ga nasledi. Stoga, na Lisergov šesti rođendan, poslao ga je da nađe ključ Morfininog kaveza. Dok ga je tražio, Hao je prišao njegovim roditeljima i ponudio im da mu se pridruže. Nakon što su ga odbili, Hao ih je spalio. Lizerg je nakon toga završio u sirotištu g. Onoksa, kriminalca koga je Lijam umalo razotkrio.
Džejn Ditel
Džejn Ditel (ジェーン・ディーセル, Jēn Daizeru) je bila Lizergova majka. Ne zna se mnogo o njoj, ali bila je veoma brižna i brinula se za svog muža svaki put kada je morao da ode na posao. Zato se pomalo bojala što je Lizerg želeo da bude detektiv.

## Glavni duhovi čuvari

### Amidamaru
Amidamaru (阿弥陀丸, Amidamaru) je Joov, kasnije Hanin, duh čuvar i izuzetno moćan, skroman i mudar samuraj koji je živeo pre šesto godina. Za života je bio poznat kao krvoločni ubica koji je u jednoj noći ubio sto šogunovih ljudi. Međutim, nije baš bilo tako. Šogun, koji je zaposlio njegovog prijatelja iz detinjstva Mosukea da mu napravi mač, je naredio Amidamaruu da ga ubije jer nije hteo da tako dobar kovač zapadne u neprijateljske ruke. Amidmaru je stao Mosukeu u odbranu, pa je šogun poslao svoje ljude da ga ubiju. Poginuo je, a nije ni stigao da drži Mosukeov mač, Harusamea u rukama. I on i Mosuke su čekali preko šesto godina da se opet sretnu jer ih je bilo sramota.

### Mosuke
Mosuke (喪助, Mosuke) je Amidamaruov najbolji prijatelj i u prvoj adaptaciji anime serije, Mantin duh čuvar. U stvari, postao je Mantin duh tek pri kraju serije i retko su se borili zajedno jer Manta nije imao dovoljno Furjokua. Kao medijum su koristili Mantin laptop, a Oversul je bio oblika malja. Nakon što je Tokagero zaposeo Rjua i u borbi sa Joom polomio Harusamea, Ana je prizvala Mosukeov duh da ga popravi.

### Tokagero
Tokagero (トカゲロウ, Tokagerou) je Rjuov duh čuvar gušterolikog izgleda i bandit koga je pre šesto godina Amidamaru ubio. Upoznajemo ga nakon što zaposedne Rjua u kuglani, terajući ga da ubije Joa kako bi se osvetio njegovom duhu, Amidamaruu. Nakon što to ne uspe i Rju im se izvini, Tokagero i on odlaze do Joovog dede, Jomeija da treniraju. Uspevaju da se izbore i postaju tim.

### Bason
Bason (馬孫, jap. Bason, kin. Mǎsūn / Masuen) je Renov, kasnije Menov duh čuvar i kineski ratnik koji je i pre petsto godina služio Tao porodicu. U preliminarnoj borbi protiv Joa, Ren pripaja svog šamanskog konja, Hakuo (白鳳, ハクオー, kin. Bái-Feng / Baj-Feng, srp. sinh. Beli Feniks) sa duhom Basonovog konja, Kokuto (黒桃, コクトー, kin. Hēi Táo / Hej Tao, srp. sinh. Crni Gavran). Kao i Ren, Bason je na početku bio nemilosrdan, ali nakon što upozna Joa polako počinje da veruje drugim ljudima i duhovima.

### Li Pajron (“Li Pajlong”)
Li Pajron (李白竜, jap. Rī Pairon, kin. Lǐ Báilóng / Li Bajlung), odnosno Li Pajlong u engleskoj i srpskoj sinhronizaciji prve adaptacije anime serije, bio je daodan-do majstor i glumac koga je Tao porodica ubila kako bi postao Đunov duh i đangši. Na početku ga je Đun kontrolisala pomoću talismana, ali se u borbi sa Joom oslobađa njene kontrole i pobesni. Kako bi ga zaustavili, Ana priziva Lijevog pokojnog učitelja, Šamona (沙問, jap. Shamon, kin. Shāwèn / Šaven, srp. sinh. Šaolin) i pripaja ga sa Joom. Uspevaju da ga smire i, uprkos svemu, Li nastavlja da služi Đun.

### Kororo (“Kori”)
Kororo  (コロロ, Kororo), odnosno Kori u engleskoj i srpskoj sinhronizaciji prve adaptacije anime serije je Horohorov duh čuvar. Ona je u stvari Tamiko Kurobe (黒部 民子, Kurobe Tamiko), Horhorova pokojna drugarica. Njena porodica je svojom branom uništavala lokalnu prirodu, pa je Tamako bila omražena i dobila nadimak Damuko (dam je brana na engleskom). Uprkos tome, Horohoro se družio sa njom i nagovešteno je da se čak i zaljubio u nju. Međutim, kada je njena porodica počela da uništava podbele, Horohoro je počeo da je izbegava. U želji da razgovara sa njim, Tamuko ga prati ali na putu do njega gine. Gororo, duh Horohorov oca, je navodi da postane Koropokuru, odnosno Majušac, i ona postaje Kororo. Horohoro je tek pri kraju mange saznao da je ona u stvari Tamiko. Krivio je sebe za njenu smrt i čak pokušao da se ubije nakon što je saznao kako je umrla.

### Eliza
Eliza (エリザ, Eriza) je Faustova pokojna žena i njegov duh čuvar. Uspela je da preživi tešku bolest i uda se za Fausta, ali je zajedno sa njihovim psom, Frankenštinijem, ubijena kada je lopov provalio u njihovu kuću. Faust je zbog toga izgubio razum i okrenuo se nekromantiji. Iskopao je njihove kosti i koristio ih kao medijume.

### Morfin (“Kloi”)
Morfin (モルフィン, Morufin), odnosno Kloi u prvoj adaptaciji anime serije i Morfea u engleskom prevodu mange, je duh prirode koji je pre Lizerga služio njegovog oca, Lijama. Ima sposobnost da pronalazi stvari i ljude, pa se pripaja sa Lizergovim klatnom. U borbi protiv tima Najls, kada je Lizergu naređeno da ubije svoje protivnike, Morfina ga zaustavlja. U prvo adaptaciji anime serije, Lizerg je odbacuje i isključivo koristi Zeruela, arhanđela kog je dobio od Džejn, sve dok mu Min Montgomeri ne vrati Morfinu. U mangi, međutim, sve vreme ostaje uz nju.

### Mik
Mik (ミック, Mikku) je duh jaguara i bivši čuvar Čokolavovog mentora, Orone. Kada se pripoji sa Čokolavom, omogućava mu da se kreće, njuši i napada kao pravi jaguar.

### Paskal Avaf
Paskal Avaf (パスカル・アバフ, Pasukaru Abafu) je hiljadugodišnji olmeški duh koji je upoznao Čokolava u paklu i kasnije postao njegov drugi čuvar. Pre hiljadu godina je učestvao u Šamanskoj borbi gde ga je Hao porazio. Veoma je moćan i mudar. Ne pojavljuje se u prvoj adaptaciji anime serije.

### Ponći i Konći
Ponći  (ポンチ, Ponchi) i Konći (コンチ, Konchi), odnosno Ponči i Konči, su duhovi rakunopsa i lisice, i Tamaoni čuvari. Veoma su perverzni i vulgarni. Takei je rekao da su inspirisani crtanim likovima, Renom i Stimpijem. Kao i mnogi likovi iz serije, boje se Ane.

### Matamune
Matamune (マタムネ, Matamune) je nekomata, dvorepi duh mačke koji je služio Jokena i Joa Asakuru. Pomogao je Jokenu da porazi Haovu prvu reinkarnaciju i žrtvovao se u borbi protiv Aninog demona. Bio je Joov prvi prijatelj, te kroz celu seriju nosi njegovu ogrlicu u nadi da će jednog dana moći da ga vrati. Matamune se ne pojavljuje u prvoj adaptaciji anime serije.

### Ohaćijo
Ohaćijo (乙破千代, Ohachiyo) je beli zekoliki demon  i Haov prvi duh i prijatelj. Upoznao je Haa pre hiljadu godina kada se još uvek zvao Asaha Dođi i dao mu nadimak Mapa. Pošto je bio siroče, Ohaćijo ga je naučio kako da se brine o sebi, i čak kako da čita i piše. Kada je Densen Hoši, monah koga je narod poslao da ubije Haa jer su verovali da je demon, napao Haa, Ohaćijo se pripojio sa njim i pomogao mu da se odbrani. Međutim, Hao je nemilosrdno počeo da napada Densena uprkos Ohaćijevim upozorenjima. Stoga, nakon što se borba završila, Ohaćijo ga napušta, ali Hau ostaje sposobnost čitanja misli. Poslednji put vidimo Ohaćija na kraju mange, kada se zajedno sa Haovom majkom, Asanohom, pojavljuje u Velikoj duši. Ne pojavljuje se u prvoj adaptaciji anime serije, a njegova prošlost sa Haom je objašnjena u Takeijevom -u, .

### Sakuraj Sakutaro
Sakuraj Sakutaro (桜井咲太郎, Sakutarō Sakurai) je lik, odnosno duh koji se pojavljuje u Shaman King: Flowers-u. Želeći da Hana dobije novog duha, Hao ga šalje u pakao da bi upoznao Sakuraja, vojnika iz Drugog svetskog rata i pilota famozne letelice Death Zero. Njegov pakao je ostrvo Palau gde se njegov avion srušio i gde je on poginuo. Nije ni znao da je umro pre nego što je upoznao Hanu. Sakuraj se prvi put pojavio u Takeijevom -u, .

## Ostali likovi
Lilirara
Lilirara (リリララ, Ririrara) je šaman iz Seminoa plemena koje je Hao pre petsto godina poklao kada je bio reinkarnisan kao Pačevac. Pokušala je da upozori Joovu družinu, govoreći im da su svi Pačevci zli i pokazivajući im pomoću duhova palih Seminoa ratnika kakva ih sudbina čeka ako budu učestovali u Šamanskoj borbi. Međutim, Jo i ostali joj pokazuju da su spremni i ona ih uz osmeh ispraćuje, nakon čega je Hao ubija. U mangi kontroliše četiri Seminoa ratnika, a u prvoj adaptaciji anime serije pet jer se u tom periodu Čokolav već pridružio Joovom timu. U te ratnike, odnosno starešine, spadaju: Nicuba, Jofija, Ijan, Drisa i Čelga koji je samo u prvoj adaptaciji anime serije.
Alen
Alen (アレン, Aren), odnosno Alan, je domorodac koji se pojavljuje samo u prvoj verziji anime serije. Pre početka Šamanske borbe, dok su Jo i ostali tumarali američkom pustinjom, Horohoro se odvojio od grupe kako bi našao hranu. Završio je u šumi gde je upoznao Alena, dečaka koji se svim srcem bori da zaustavi ljude koji pokušavaju da unište šumu. Horohoro, koji deli njegovu ljubav prema prirodi, odlučuje da mu pomogne. Njegov duh je grizli po imenu Dodo (ドードー, Dodo), odnosno Don u engleskoj sinhronizaciji, ili Dod u igrici .
Blubel Blok
Blubel Blok (ブルーベル ブロック, Burūberu Burokku) je lik koji se ne pojavljuje u prvoj adaptaciji anime serije i ima sličnu ulogu kao Alen. Naime, Horohoro odlučuje da se zabavi na svom snoubordu i skljoka se, nakon čega ga Blubel pronalazi i odnosi u svoju kolibu. Ona je rejndžer koji pokušava da zaustavi lokalne lovce da ubiju medveda zvanog Apolo.
Bili Anderson
Bili Anderson (ビリー アンダーソン, Birii Andaason) je kamiondžija koji uvek nađe Joovu družinu kada Rju aktivira svoj “Veliki Palac.” Kao mali je video NLO i ceo život je okružen natprirodnim stvarima, pa ga više ništa ne iznenađuje.
Vat Hadson
Vat Hadson (ワット・ハドソン君, Wat Hudson) je Lizergov prijatelj iz sirotišta. Rano detinjstvo je proveo sa ocem koji je bio alkoholičar, majkom koja je retko bila kod kuće i mlađim bratom i sestrom koji su zbog nesposobnih roditelja umrli od gladi. Hadson je zbog toga ubio svoje roditelje i završio kod g. Onoksa koji je potajno prodavao decu u belo roblje. Hadson je znao za to, ali je ćutao. Uprkos tome, Onoks ga je ubio. Hadson samo pojavljuje u -u.
Onoks
Onoks (engl. Oknox) je bio Lizergov i Vatov staratelj i kriminalac. Lijam, Lizergov otac, ga je umalo razotkrio ali ga je Hao ubio pre nego što se to desilo. Kao što je već pomenuto, Onoks je ubio Vata kako bi proverio da li Lizerg može da vidi duhove. Kao i Vat, g. Onoks se samo pojavljuje u -u.
Grin Garam
Grin Garam (グリーン・ガラム, Gurīn Garamu) je stariji čovek koji je pre Šamanske borbe bio mađioničar. U mangi, zajedno sa Sevidž Panom i Litl Lejkom, tera Liliraru da im kaže gde je selo Pač, ali ih ona odbija. Hao ubija svu trojicu uz izgovor da su previše slabi. U prvoj adaptaciji anime serije, sva trojica gube od Lizerga i pokušaju da mu se osvete. Grin Garamov duh, THAT (odnosno “Sore” na japanskom (što znači “Ono”) iliti  Zli/Đavolji Klovn u prvoj sinh.) je za života bio kriminalac koji se prerušavao u klovna.
Sevidž Pan
Sevidž Pan (サベージ・パン, Sabēji Pan) je pre Šamanske borbe bio ribolovac. Njegov duh je kapetan Rol (キャプテン ロール, Kyaputen Rōru), odnosno kapetan Mejhem u engleskoj i srpskoj sinhronizaciji prve adaptacije anime serije, koji je poginuo u brodolomu. Navodno, Sevidž Pan se priključio Šamanskoj borbi kako bi pomogao kapetanu Rolu da popravi brod i nađe svoju porodicu.
G. Litl Lejk
G. Litl Lejk (Mr.リトル・レイク, Mr. Ritoru Reiku) je pre Šamanske borbe bio urednik časopisa o neidentifikovanim i tajanstvenim životinjama. Shodno tome, njegov duh izgleda kao čudovište iz Loh Nesa koje se u mangi zove Goldberg (ゴールドバーグ, Gōrudobāgu), a u prvoj adaptaciji anime serije Džamp, odnosno Nesi u srpskoj i engleskoj sinhronizaciji.
Tilda
Tilda (チルダ, Chiruda) je Šaronina rivalka koja se kao i ona samo pojavljuje u prvoj adaptaciji anime serije. Koristi lupu kao medijum i zajedno sa svojim duhom, depresivnom devojkom zvanom Kana (加奈江, Kanae) koja može u bilo koga da se pretvori, koristi svoje šamanske sposobnosti da neuspešno teroriše Joovu grupu.
Krajsler
Krajsler (クライスラー, Kuraisurā) je šaman koji se samo pojavljuje u prvoj adaptaciji anime serije. Iako šaman, nije položio kvalifikacioni ispit. Krade Proročansko Zvono od Mili iz Lili Petorke i pokušava da pobegne, ali ga Joova družina zaustavlja. Njegov duh je pauk zvani Vanesa (ヴァネッサ, Vanessa).
Tacuši Tobinari
Tacuši Tobinari se ne pojavljuje u prvoj adaptaciji anime serije. Na početku siledžija, Tacuši maltretira Mantu i Joa koji se tek upisao u školu. Saznajemo da je on bio učenik poznatog boksera, Gusija Kenđija (グッシー健二, Gusshi Kenji) koji je umro u saobraćajnoj nesreći. Jo se pripaja sa njim i bori se protiv Tacušija, omogućavajući im da se oproste.
Kanta
Kanta (かん太, Kanta) je jedan od prvih duhova koje upoznajemo u mangi. Za života je slikao bilborde, ali je poginuo kada je pao pod kamion jer su mu se merdevine srušile na ulicu. Zbunjen, njegov duh je izgubio oblik i postao obuzet besom, obarajući nedovršen bilbord na prolaznike. Jo se pripaja sa njim i omogućava mu da završi svoje poslednje remek-delo.
Suzuki
Suzuki (スズキ, Suzuki) je duh vukovca koji se ubio jer su ga vršnjaci maltretirali. Na početku mange, Jo priznaje Manti da ponekad koristi Suzukija kada mu treba pomoć oko domaćeg.
Ašida
Ašida je duh umetnika koji je umro jer jednom prilikom nije spavao 15 dana. Pojavljuje se samo na početku mange kada ga Jo pominje Manti.
Noriko
Noriko (のりこ, Noriko) je pijanistkinja koja je iznenada umrla tokom koncerta. Jo je pominje na početku mange.
Kobajaši
Kobajaši (小林, Kobayashi) je trkač koji je poginuo kada ga je usred maratona udario motor. Jo ga pominje na početku mange.
Bob
Bob (ボブ, Bobu), odnosno Soul Bob, je Joov omiljeni pevač. Počeo je da sluša njegovu muziku kada je ukrao slušalice i gramofon od svog oca, u nadi da će se tako zbližiti sa njim.
Ringo Avaja
Ringo Avaja (あわや りんご, Awaya Ringo) je Anina omiljena pevačica. Njene pesme su često mračne i depresivne, pa Jo često komentariše da je se plaši. Ana, međutim, vidi da se iza te strašne fasade krije uplašena osoba, nešto što je njoj veoma poznato. Kao i Bob, ne pojavljuje se u prvoj adaptaciji anime serije, odnosno, pojavljuje se u jednom od specijala koji nikada nisu sinhronizovani na engleski i srpski jezik.
Teruko Amano
Teruko Amano (天野・輝子, Amano Teruko) je šaman koji se zajedno sa Hansom Rajhajtom pojavljuje kada Mantin otac, Mansumi, napadne ostrvo na kome se održava Šamanska borba. Njena sposobnost, Ushi no Koku Mairer, omogućava joj da ubija svoje protivnike pomoću vudu lutkica. Doduše, ta sposobnost gubi efekat ako je neko vidi. Umire zajedno sa Hansom, ali su kasnije vraćeni u život. Zabrinuta da niko neće želeti da je oženi jer ju je Hans video golu, njih dvoje se vere.
Daitaro Boši
Daitaro Boši (大太朗 法師, Daitarō Bōshi) je lik iz -a koji je poznavao Haa, odnosno Mapu u njegovom prvom životu. Zajedno sa Haom, bio je učenik i šegrt onmjođiju, Hamu Tadatomu. Daitaro je često kritikovao Haa jer je bio previše ravnodušan prema Hamu koji ga je očigledno više voleo od njega. Doduše, Daitaro je često lažirao svoju ličnost kako bi se bolje uklopio sa okolinom. Bio je ljubomoran što je Hamo više voleo Haa, pa se pridružio njegovom protiviniku, Jamadi Domi. Međutim, Hao mu čita misli i saznaje da planira da sabotira Hama tokom ceremonije proterivanja onija.
Hamo Tadatomo
Hamo Tadatomo (羽茂忠具, Hamo Tadatomo) je bio Haov i Daitarov učitelj i moćan onmjođi. Usvojio je Haa kada ga je našao na ulici okruženog onijima, odnosno demonima. Bio je faciniran njime, što je Daitaroa činilo ljubomornim. Tokom ceremonije u kojoj je pred kraljem trebalo da protera onije iz grada, ubija Daitaroa uz izgovor da je on ljudski šikigami i Domin eksperiment. Zeki i Koki koje Hao koristi u seriji su takođe pripadali Hamu.
Jamada Doma
Jamada Doma (山田 道茉, Yamada Dōma) je Hamov rival. Kao i braća BoZ, Jamada koristi ćimi-morjo duhove koje je Daitaro morao da porazi kako bi dobio pravo da mu se pridruži. Daitaro kasnije saznaje da je Hamo u stvari sarađivao sa Jamadom.
Densen Hoši
Densen Hoši (田浅 法師, Densen Hōshi) je monah koji se samo pojavljuje u Takeijevom one shot-u, Mappa Douji. Tvrdio je da može da vidi demone, zbog čega ga je narod poštovao i plaćao kad god su mislili da je neko zaposednut. Bio je odgovoran sa smrt Haove majke za koju se verovalo da je demon. Poslao je svoje ljude da je spale, ali je ostavio Haa živog što mu se kasnije obilo o glavu kada se Hao pripojio sa Ohaćijom i ubio ga.
Teodoros Alogospoluos
Teodoros Alogospoluos (テオ・アロゴスプロス, Theodoros Arogosupurosu) je bio Faustov prvi protivnik u preliminarnim borba i samo se pojavljuje u kanzenban verziji mange i jednom od bonus poglavlja. Kao i Faust, koristi kosture kao medijum. Njegovi duhovi su sparti, vrsta ratnika iz grčke mitologije.
Đotaro Šimamura
Đotaro Šimamura (島村丈太郎, Shimamura Jōtarō), poznat i kao Džo Šimane, je duh ratnika iz Drugog svetskog rata koji se samo pojavljuje u Shaman King: Zero-u. Jo upoznaje duh njegove devojke, Suzu (鈴, Suzu) koja ne može da pređe na drugu stranu jer čeka Đotaroa da se vrati iz rata. Govori mu kako je Đotaro bio veliki ljubitelj američke muzike i da je bio srećan što će napokon moći da poseti Ameriku. Međutim, Đotaro je završio u Mandžuriji gde je upoznao tada mladog Ćina Taoa koji ga ubija i pretvara u đangšija. Njegov duh, doduše, ostaje na slobodi i tokom Shaman King: Zero-a se pripaja sa Joom kako bi omogućio Suzu da nastavi dalje. Kasnije saznajemo da je Ren dobio Đotarov leš za svoj deveti rođendan.
Ana 
Ana  je prva generacija itako koja je trenirala kod Kino Asakure. Pominje se samo u kanzenban verziji mange i prvom poglavlju Shaman King: Flowers-a kao jedna od itako koja je trenirala Alumi Niumbirč, Haninu verenicu. Nakon što je završila svoj trening kod Kino, Ana I odlazi u Los Anđeles i otvara svoj biznis. Tokom Šamanske borbe prikuplja informacije o Joovoj družini i šalje ih Asakurama, omogućavajući Ani, Joovoj verenici, da nađe selo Pač.
Rjuđi Ićihara
Rjuđi Ićihara (市原竜二, Ichihara Ryūji), koji sebe zove Rju “Drvenog mača” II, je lik iz Shaman King: Flowers-a. Kao veliki fan legendarnog Rjua, Rjuđi i njegova banda često provode vreme na Funbari groblju gde napadaju Hanu i gube. Sreće ga opet u bolnici gde ga opet napada, ali ih Rju, njegov idol zaustavlja. Uprkos tome, pomaže Luki da napadne Hanu, ali okleva kada mu naredi da ga ubije. Luka napada njegove prijatelje i preti mu da će ih sve poklati ako ne dovrši Hanu. Prestravljen, Rjuđi počinje da vidi duhove i Luka mu objašnjava da su ona i Hana šamani.
Hitoši Morimura
Hitoši Morimura je policajac iz Shaman King: The Super Star-a, koga Alumi upoznaje na putu do Kaiza Oumea, bogataša sa tajanstvenim sefom. Za razliku od njegovog oca, Banđija Morimure (もりむら ばんじ, Morimura Banji), Hitoši je vretenaste građe i isprva veoma plašljiv. Veruje da je Kaizo kriv za smrt njegovog oca i zanima ga zašto Alumi želi da otvori njegov sef.
Kaizo Oume
Kaizo Oume (青梅 戒造, Oume Kaizou) je veteran iz Shaman King: The Super Star-a, koji je za vreme rata radio kao inženjer broda. Nakon rata je prikupio preživele vojnike i otvorio fabriku. Veoma brzo se obogatio, zbog čega je Hitošijev otac, Banđi verovao da krije nešto. Kaizo je veoma sličan istoimenom liku iz Takeijeve druge mange, Karakuri Dôji Ultimo.
Đudžang Tjen
Đudžang Tjen je biznismen iz Shaman King: Red Crimson-a koji sarađuje sa Dung klanom zato što je ljubomoran na Renov uspeh i želi da poseduje Đuninog Li Pajrona.
Enki
Enki je takođe lik iz -a koji na početku pomaže Hun-Hun i pokuša da ubije Horohoroa koji je došao u Kinu da zamoli Rena za novac. Kasnije saznajemo da ga je Đudžang Tjen pretvorio u zombija.